# Liste der Truppenteile der Jägertruppe des Heeres der Bundeswehr

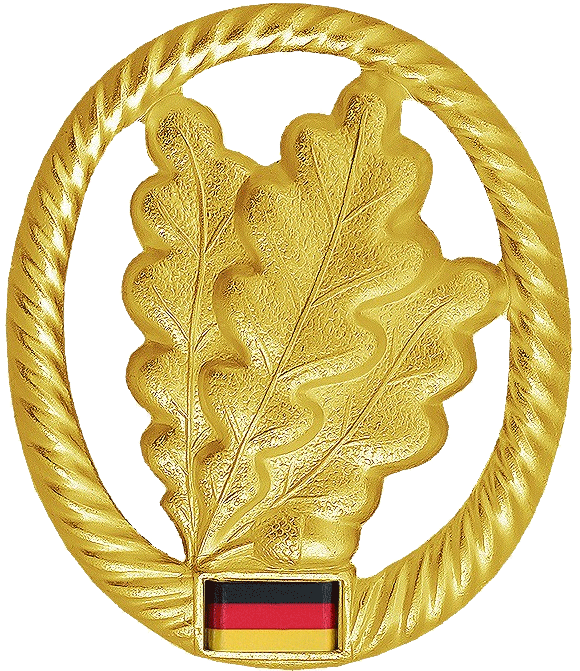
Barettabzeichen der Jägertruppe auf dem grünen Barett

Taktisches Grundzeichen der Infanterie

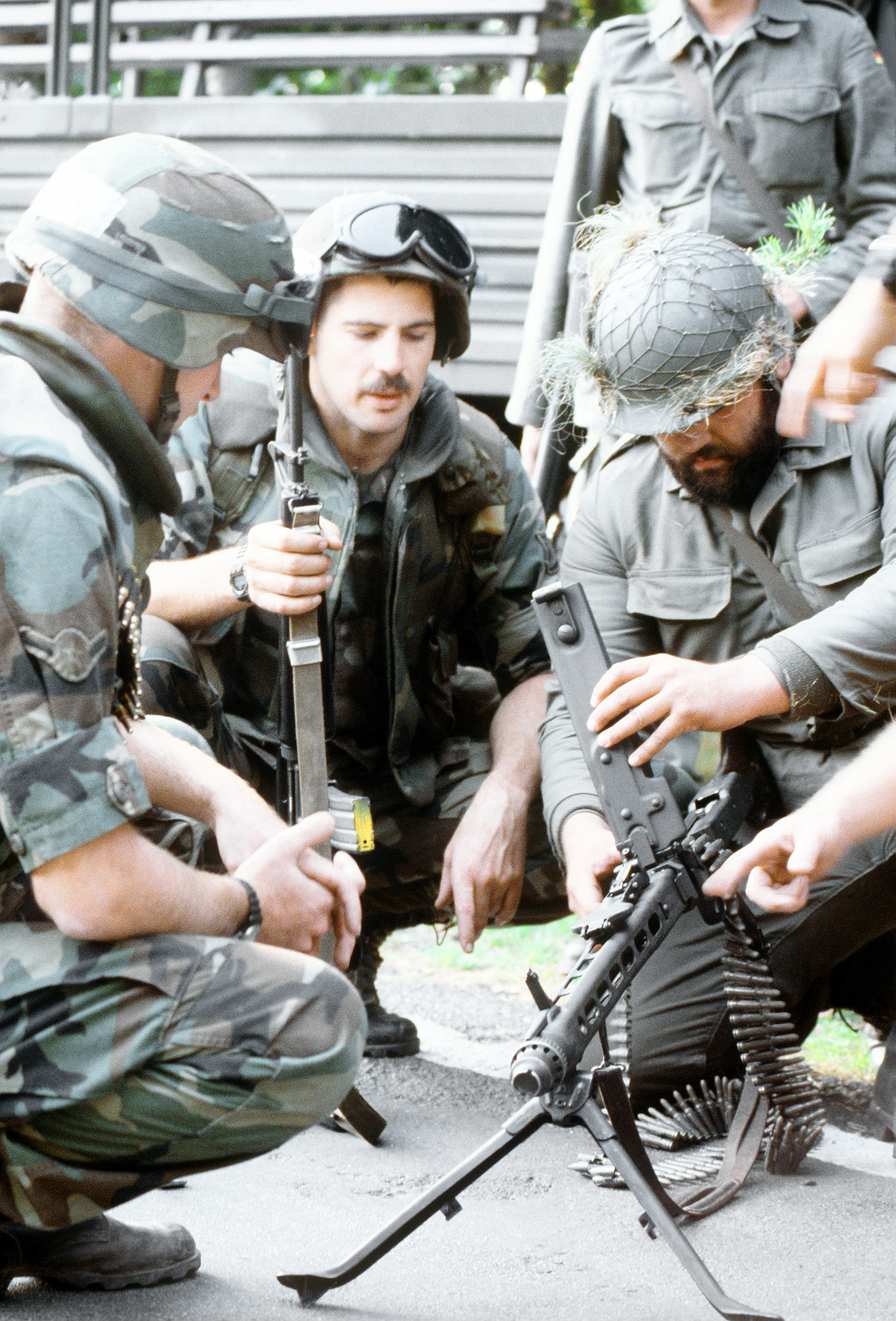
Reservisten des JgBtl 942 (Rechts) bei einer Übung mit amerikanischen GIs im Jahr 1988

Die Liste der Truppenteile der Jägertruppe des Heeres der Bundeswehr enthält alle aufgelösten, aktiven und nicht aktiven (Geräteeinheiten, gekaderte Bataillone) Verbände und Großverbände der Jägertruppe der Bundeswehr sowie eine kurze Übersicht über ihren Aufstellungszeitpunkt, Stationierungsorte, Unterstellung und über ihre Auflösung oder Umbenennung.
Die Jägertruppe gehört zum Truppengattungsverbund Infanterie, und damit zu den Kampftruppen der Teilstreitkraft Heer. Die konzeptionell von den Jägern abzugrenzenden Sicherungsverbände des Heeres können als weiterer, eigener Teil der Infanterie aufgefasst werden. Diese verfügten im Gegensatz zu den Jägertruppenteilen nie über eine eigene schwere Kompanien zur Feuerunterstützung. Sie werden daher in der Liste der Sicherungsverbände der Bundeswehr aufgeführt.

## Legende
Die Legende gilt für alle folgenden Listen
| Legende                                   |
| ----------------------------------------- |
| aufgelöst oder umgegliedert               |
| teilaktiv oder nichtaktiv (Geräteeinheit) |
| aktiv                                     |

## Divisionen
Mit dem Konzept der Heeresstruktur III ab 1970 wurden zwei Panzergrenadierdivisionen als Jägerdivisionen umgegliedert. Diese Umgliederung wurde mit der Heeresstruktur IV (1980) rückgängig gemacht.
|  | Bezeichnung | Aufstellung              | Stabssitz               | Verbleib                             | Bemerkung            |
|  | ----------- | ------------------------ | ----------------------- | ------------------------------------ | -------------------- |
|  | 2. JgDiv    | Okt. 1970 (2. PzGrenDiv) | Marburg ab 1974: Kassel | 1980 zur 2. PzGrenDiv rückgegliedert | ust JgBrig 4         |
|  | 4. JgDiv    | 1970 (4. PzGrenDiv)      | Regensburg              | 1980 zur 4. PzGrenDiv rückgegliedert | ust JgBrig 10 und 11 |

## Heimatschutzkommandos
Vorgänger der Heimatschutzbrigaden (siehe nächstes Kapitel) waren in der Heeresstruktur III sechs Heimatschutzkommandos des Territorialheeres. Ihre Nummerierung orientierte sich konsequent an der Nummerierung der zwölf Divisionen des Feldheeres, die Heimatschutzkommandos setzten die Nummerierung mit 13 beginnend bis 18 fort. Die Heimatschutzkommandos wurden in der Heeresstruktur IV in die 5er Heimatschutzbrigaden umgegliedert.
|  | Bezeichnung | Aufstellung (aus)          | letzter Stabssitz      | Verbleib                                                     | Bemerkung                |
|  | ----------- | -------------------------- | ---------------------- | ------------------------------------------------------------ | ------------------------ |
|  | HSchKdo 13  | April 1970                 | Eutin/Flensburg-Weiche | April 1981 Umgliederung in HSchBrig 51                       | Wehrbereichskommando I   |
|  | HSchKdo 14  | April 1974                 | Munster/Lingen (Ems)   | April 1981 Umgliederung in HSchBrig 52                       | Wehrbereichskommando II  |
|  | HSchKdo 15  | April 1970                 | Wuppertal              | April 1981 Umgliederung in HSchBrig 53                       | Wehrbereichskommando III |
|  | HSchKdo 16  | April 1972(?)              | Zweibrücken            | April 1981 Umgliederung in HSchBrig 54                       | Wehrbereichskommando IV  |
|  | HSchKdo 17  | 1. April 1972              | Böblingen              | April 1981 Umgliederung in HSchBrig 55                       | Wehrbereichskommando V   |
|  | HSchKdo 18  | April 1970 (PzGrenBrig 28) | Oberhausen             | April 1981 Umgliederung in HSchBrig 56, Teile zu HSchBrig 66 | Wehrbereichskommando VI  |

## Brigaden

### Jägerbrigaden
Zwischen 1970 und 1980 wurden in der Heeresstruktur III zwei Panzergrenadierdivisionen zu Jägerdivisionen umgegliedert, und diesen je zwei ebenfalls umgegliederte Jägerbrigaden mit mechanisierten Teilen unterstellt. Die weitere Brigade war, wie die Panzergrenadierbrigade 5 der 2. Jägerdivision, eine mechanisierte Brigade. Mit der Heeresstruktur IV erfolgte die Rückgliederung in Panzergrenadierbrigaden mit Panzergrenadierbataillonen.
Nach Übernahme von Teilen der Nationalen Volksarmee in die Bundeswehr und Aufstellung der Truppenteile im Bereich des IV. Korps wurde nochmals zwischen 1996 und 2007 eine Jägerbrigade aufgestellt. Die Jägerbrigade 37 war entsprechend der Numerik des geltenden Gliederungsschemas die „erste Brigade“ der 13. Panzergrenadierdivision. Diese wies aber in ihrer Gliederung die Besonderheit auf, dass sie aus je einem Jägerbataillon, einem Fallschirmjägerbataillon und einem Gebirgsjägerbataillon bestand. Nachfolgend wurde das Gebirgsjägerbataillon zu einem Panzergrenadierbataillon umgegliedert. Sie war die vorläufig letzte „klassische“ Jägerbrigade im deutschen Heer, obwohl der reine Kampftruppenkern der Brigade spätestens seit 2001 nicht mehr mehrheitlich aus Jägerbataillonen gebildet wurde. Heute ist diese stringente Nummerierung weitestgehend aufgehoben, da aus Gründen der Fortführung von Traditionen Brigaden auch bei Unterstellungswechsel unter eine andere Division ihre Nummer behielten.
aufgestellte Jägerbrigaden des Feldheeres
|                  | Bezeichnung | Aufstellung (aus)    | letzter Stabssitz   | Verbleib                              | Bemerkung                                                   |
| ---------------- | ----------- | -------------------- | ------------------- | ------------------------------------- | ----------------------------------------------------------- |
|                  | JgBrig 4    | 1970 (PzGrenBrig 4)  | Göttingen           | 1980 Rückgliederung zur PzGrenBrig 4  | ust 2. JgDiv                                                |
|                  | JgBrig 10   | 1970 (PzGrenBrig 10) | Weiden              | 1981 Rückgliederung zur PzGrenBrig 10 | ust 4. JgDiv                                                |
|                  | JgBrig 11   | 1970 (PzGrenBrig 11) | Bogen               | 1981 Rückgliederung zur PzGrenBrig 11 | ust 4. JgDiv                                                |
| Wappen 2004–2007 | JgBrig 37   | 1996 (PzGrenBrig 37) | Frankenberg/Sachsen | 2007 Rückgliederung in PzGrenBrig 37  | Wappen zeitweise ust 13. PzGrendDiv als PzGrenBrig 37 aktiv |

Keine „klassischen“ Jägerbrigaden, aber Jägergroßverbände neuen Typs sind die Deutsch-Französische Brigade mit ihrem deutschen Jägerbataillon und einem französischen Infanteriebataillon  sowie das luftbewegliche Jägerregiment 1 als Bestandteil der Luftbeweglichen Brigade 1.
|  | Bezeichnung | Aufstellung (aus)        | letzter Stabssitz           | Verbleib                | Bemerkung                                                              |
|  | ----------- | ------------------------ | --------------------------- | ----------------------- | ---------------------------------------------------------------------- |
|  | DF-Brig     | 1989 (Teile HSchBrig 55) | Böblingen ab 1992: Müllheim | aktiv                   | binationaler Verband mit u. a. dt. JgBtl und frz. InfReg in Btl-Stärke |
|  | LBwglBrig 1 | 2007 (LMechBrig 1)       | Fritzlar                    | Dezember 2013 aufgelöst | Seit 2006/2007 luftbewegliche InfBrig aus JgRgt und Heeresfliegern     |

### Heimatschutzbrigaden

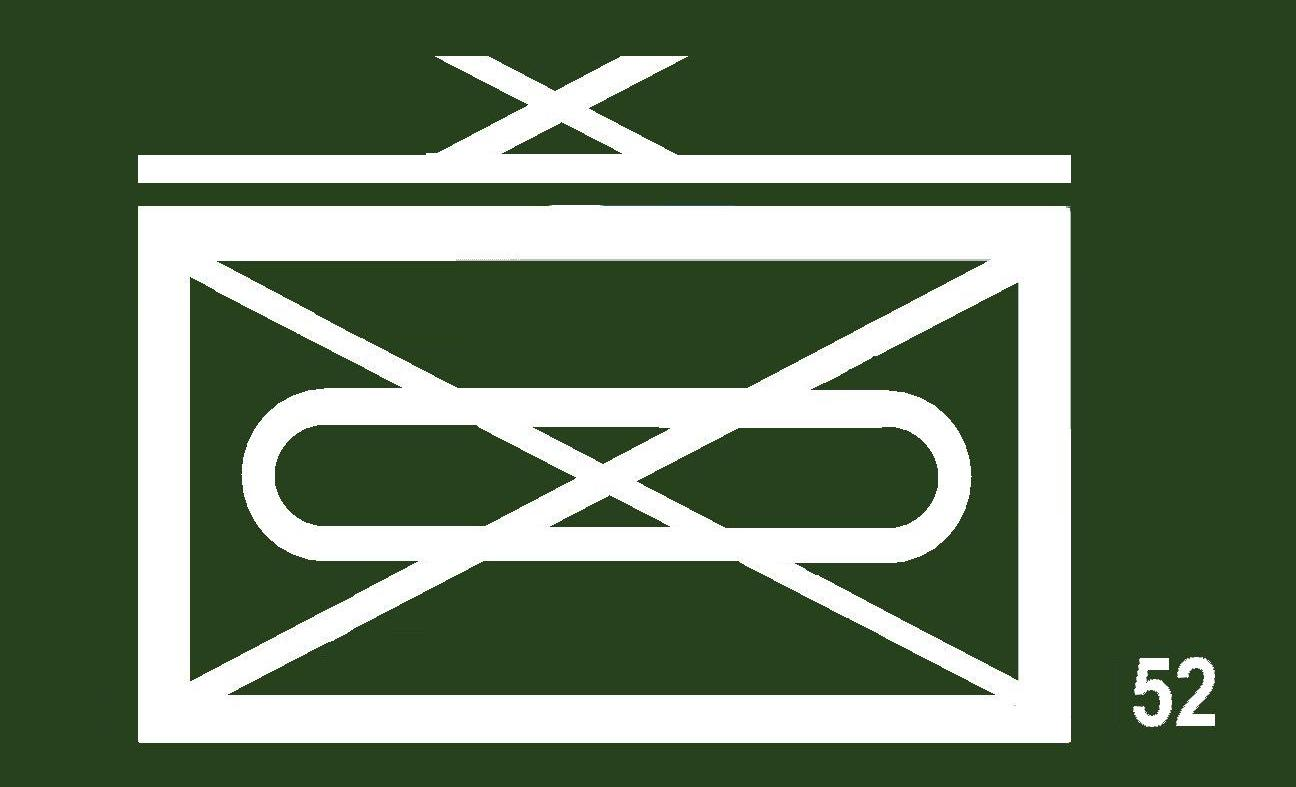
Taktisches Zeichen der Heimatschutzbrigade 52

In der Heeresstruktur IV wurden im Territorialheer Heimatschutzbrigaden aufgestellt. Diese entstanden 1982 zur Hälfte aus den aufgelösten Heimatschutzkommandos. Die Heimatschutzbrigaden der „6er Reihe“ waren nicht aktive Geräteeinheiten. Die Heimatschutzbrigaden waren mehrheitlich als teilmechanisierte Infanteriebrigaden zu klassifizieren; die Heimatschutzbrigaden 51 und 56 glichen nach ihrem Wechsel ins Feldheer eher Panzer- oder Panzergrenadierbrigaden.
Die sechs neu aufgestellten Brigaden im Beitrittsgebiet zur Bundesrepublik Deutschland nach 1990 wurden zunächst als Heimatschutzbrigaden aufgestellt, da bis zum Abzug der GSSD in Ostdeutschland keine NATO-Truppen stationiert werden durften. Die ostdeutschen Heimatschutzbrigaden ähnelten nicht Jägerbrigaden, sondern eher Panzer- oder Panzergrenadierbrigaden. Nach Zulauf neuen Materials und erfolgter Ausbildung wurden diese Heimatschutzbrigaden in Panzer- und Panzergrenadierbrigaden umbenannt.
Die Nummerierung der Heimatschutzbrigaden folgte einer stringenten Logik. Die Brigaden 51–56 waren im Frieden teilaktive Heimatschutzbrigaden. Die Brigaden mit der Bezeichnung 61–66 waren Geräteeinheiten. Die Endnummern 1–6 gaben jeweils den Wehrbereich an. Die neuen Heimatschutzbrigaden waren als Teil des Feldheeres und der aufzustellenden 13. Division mit den Brigaden 37, 38, 39 und der 14. Division mit den Brigaden 40, 41 und 42 vorgesehen.
Heimatschutzbrigaden Heeresstruktur IV
|                                              | Bezeichnung                                | Aufstellung (aus)                          | letzter Stabssitz                          | Verbleib                                                      | Bemerkung                                                                                         |                                            |
| Heimatschutzbrigaden der Heeresstruktur IV   | Heimatschutzbrigaden der Heeresstruktur IV | Heimatschutzbrigaden der Heeresstruktur IV | Heimatschutzbrigaden der Heeresstruktur IV | Heimatschutzbrigaden der Heeresstruktur IV                    | Heimatschutzbrigaden der Heeresstruktur IV                                                        | Heimatschutzbrigaden der Heeresstruktur IV |
| -------------------------------------------- | ------------------------------------------ | ------------------------------------------ | ------------------------------------------ | ------------------------------------------------------------- | ------------------------------------------------------------------------------------------------- | ------------------------------------------ |
|                                              | HSchBrig 51                                | 1. April 1981 (HSchKdo 13)                 | Eutin / Flensburg-Weiche                   | 30. September 1992 aufgelöst                                  | teilaktive Brigade, WBK I zeitweise 6. PzGrenDiv                                                  |                                            |
|                                              | HSchBrig 61                                | 1. April 1981                              | Schleswig                                  | 1993 (?) aufgelöst                                            | Geräteeinheit, VerfTrpKdo 41                                                                      |                                            |
|                                              | HSchBrig 52                                | 1. April 1981 (HSchKdo 14)                 | Lingen (Ems)                               | 30. September 1992 aufgelöst Umgliederung in JgRgt 52         | teilaktive Brigade, WBK II                                                                        |                                            |
|                                              | HSchBrig 62                                | 1. April 1981                              | Hannover                                   | 30. September 1993 aufgelöst                                  | Geräteeinheit, WBK II                                                                             |                                            |
|                                              | HSchBrig 53                                | 1. April 1981 (HSchKdo 15)                 | Düren                                      | 30. September 1992 aufgelöst Umgliederung in JgRgt 53         | teilaktive Brigade, WBK III                                                                       |                                            |
|                                              | HSchBrig 63                                | 1. April 1982                              | Düsseldorf                                 | 31. März 1993 aufgelöst                                       | Geräteeinheit, WBK III                                                                            |                                            |
|                                              | HSchBrig 54                                | 1. April 1981 (HSchKdo 16)                 | Trier später: Zweibrücken                  | 30. September 1992 aufgelöst Umgliederung in JgRgt 54         | teilaktive Brigade, WBK IV                                                                        |                                            |
|                                              | HSchBrig 64                                | 1. April 1982                              | Nünschweiler später: Gau-Algesheim         | 31. Dezember 1993 aufgelöst                                   | Geräteeinheit, WBK IV                                                                             |                                            |
|                                              | HSchBrig 55                                | 1. April 1981 (HSchKdo 17)                 | Böblingen                                  | 30. September 1989 aufgelöst Teile zur Aufstellung DF-Brigade | teilaktive Brigade, WBK V                                                                         |                                            |
|                                              | HSchBrig 65                                | 1. April 1982                              | Böblingen                                  | 30. September 1993 aufgelöst                                  | Geräteeinheit, WBK V                                                                              |                                            |
|                                              | HSchBrig 56                                | 1. April 1981 (HSchKdo 18)                 | Neuburg                                    | 30. September 1993 aufgelöst                                  | teilaktive Brigade, WBK VI, zeitweise 1. GebDiv ust zuletzt als PzBrig, kein Jägerverband, WBK VI |                                            |
|                                              | HSchBrig 66                                | 1. Januar 1981                             | München                                    | 30. September 1993 aufgelöst                                  | Geräteeinheit, WBK VI                                                                             |                                            |
| Heimatschutzbrigaden der Heeresstruktur V/VN |                                            |                                            |                                            |                                                               |                                                                                                   |                                            |
|                                              | HSchBrig 37                                | 1. April 1991                              | Dresden                                    | 1. Januar 1995 umgegliedert in PzGrenBrig 37                  | aktiv als PzGrenBrig 37 zuletzt nur ein JgBtl                                                     |                                            |
|                                              | HSchBrig 38                                | 1. April 1991                              | Halle ab 1991: Weißenfels                  | 1. Januar 1995 umgegliedert in PzGrenBrig 38                  | keine Jägerbrigade, sondern mechanisiert                                                          |                                            |
|                                              | HSchBrig 39                                | 1. April 1991                              | Erfurt                                     | 1. Januar 1995 umgegliedert in PzBrig 39                      | keine Jägerbrigade, sondern mechanisiert                                                          |                                            |
|                                              | HSchBrig 40                                | 1. April 1991                              | Hagenow später Schwerin                    | 1. Januar 1995 umgegliedert in PzGrenBrig 40                  | keine Jägerbrigade, sondern mechanisiert                                                          |                                            |
|                                              | HSchBrig 41                                | 1. April 1991                              | Eggesin                                    | 1. Januar 1995 umgegliedert in PzGrenBrig 41                  | aktiv als PzGrenBrig 41 keine Jägerbrigade, sondern mechanisiert                                  |                                            |
|                                              | HSchBrig 42                                | 27. März 1991                              | Potsdam                                    | 1. Januar 1995 umgegliedert in PzBrig 42 Juni 2003 aufgelöst  | keine Jägerbrigade, sondern mechanisiert                                                          |                                            |

## Regimenter

### Jägerregimenter
In der Heeresstruktur III (1970 bis 1981) wurden den sechs Heimatschutzkommandos jeweils zwei Jägerregimenter mit je einem aktiven und einem nicht aktiven (gekaderten) Jägerbataillone unterstellt. Da die übergeordneten Heimatschutzkommandos wie die Divisionen des Feldheeres nummeriert waren, orientierte sich die Nummer der den Heimatschutzkommandos unterstellten Jägerregimentern analog an den Bezeichnungen der 36 Brigaden des Feldheeres, bei der jeweils drei fortlaufend nummerierte Brigaden einer Division zugeordnet waren. Für die Jägerregimenter wurden jeweils die beiden letzten Nummern genutzt; die erste Nummer (37, 40, 43, 46, 49, 52) wurde nicht vergeben. Heimatschutzkommandos unterstellte Jägerregimenter:
- Heimatschutzkommando 13 – Jägerregimenter 38, 39
- Heimatschutzkommando 14 – Jägerregimenter 41, 42
- Heimatschutzkommando 15 – Jägerregimenter 44, 45
- Heimatschutzkommando 16 – Jägerregimenter 47, 48
- Heimatschutzkommando 17 – Jägerregimenter 50, 51
- Heimatschutzkommando 18 – Jägerregimenter 53, 54

In der Heeresstruktur IV wurden die Heimatschutzkommandos und das erste der beiden Jägerregimenter zu einer Heimatschutzbrigade umgegliedert. Das zweite Jägerregiment als nicht aktives Heimatschutzregiment mit der 7er Reihe dem Wehrbereich unmittelbar unterstellt. Die Jägerregimenter, (meist) mit je drei Jägerbataillonen (na) aufgestellt, waren für territoriale Aufgaben vorgesehen und dienten dem Schutz besonderer Geländeräume. So hatte das Jägerregiment 71 beispielsweise den Auftrag den Nord-Ostsee-Kanal und darüber führende Brücken zu schützen.

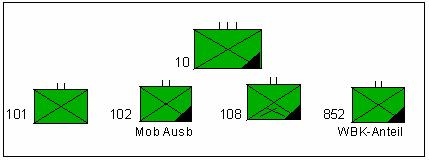
Jägerregiment 10 mit fusioniertem Stab aus Territorial- und Feldheeranteilen

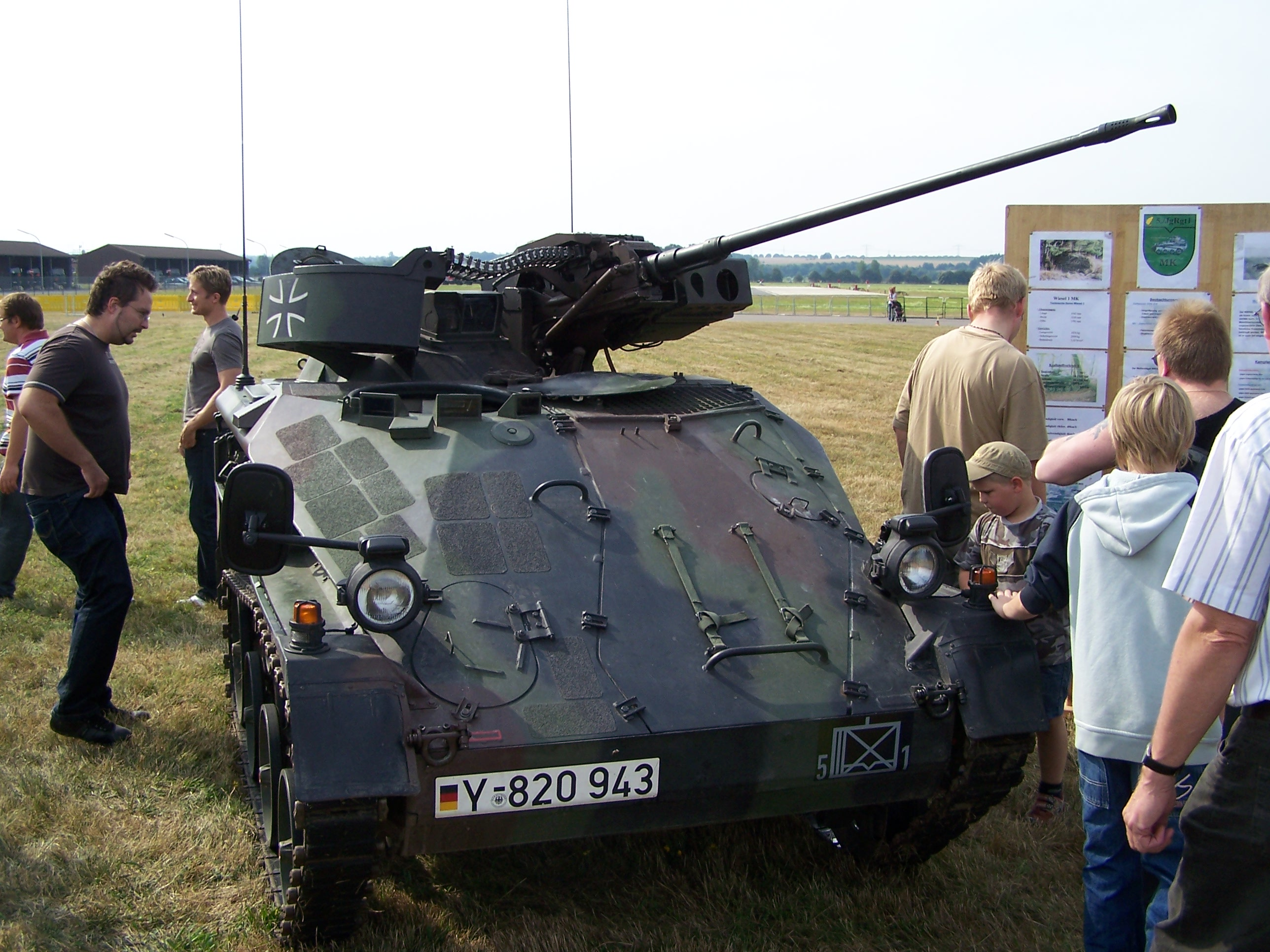
Wiesel mit MK 20 mm, das taktische Zeichen weist das Fahrzeug als eines der „5./luftbeweglichen (schweren) Jägerkompanie Jägerregiment 1“ aus (vorne rechts am Wiesel)

In der Heeresstruktur V ab 1992 wurden aktive Truppenteile der nun wieder aufgelösten Heimatschutzbrigaden den Jägerregimentern des Territorialheeres unterstellt; die Heimatschutzbrigaden in Jägerregimenter rückgegliedert. In der Heeresstruktur V wurden unter dem Eindruck des Endes des Kalten Krieges alle Stäbe der Großverbände des Feld- und Territorialheeres fusioniert. Die gekaderten Jägerregimenter wurden daher im Frieden einem der sieben fusionierten Wehrbereichskommando/Divisionsstab unterstellt. Lediglich dem Kommando Luftbewegliche Kräfte/4. Div wurde keines unterstellt, da seine Aufgabe signifikant anders war und keine definierter Einsatzraum zur Landesverteidigung zugewiesen war. Im Verteidigungsfall sollten die unterstellten Bataillone zu einem Teil in der territorialen Verteidigung eingesetzt werde, während der andere Teil des Regiments als Sicherungsbataillone Divisionsgefechtsstände und logistische Einrichtungen schützen sollte. Die Nummerierung folgte (ebenso wie im gesamten Heer) keiner stringenten Logik mehr.
Aus Traditionsgründen wurde für die in Jägerregimenter umgewandelten Heimatschutzbrigaden 52, 53, 54 die Nummer beibehalten. Das Jägerregiment 57 aus dem Wehrbereich 7 scheint sich in seiner Bezeichnung an die ehemaligen 50er Brigaden anzulehnen, deren Endnummer ebenso jeweils den Wehrbereich markierte. Das Jägerregiment 71 wurde aus dem Heimatschutzregiment 71 gebildet und behielt aus Tradition als das Jägerregiment des Wehrbereichs die Nummer 71. Das Jägerregiment 10 ging aus dem 1960 aufgestellten Artillerieregiment 10 der 10. Panzerdivision hervor und behielt die Nummer aus Traditionsgründen. Das Jägerregiment 11 schließt daher in dieser Nummernfolge an bzw. knüpft aus Tradition an die Bezeichnung der Panzergrenadierbrigade 11 an, die etwa zur selben Zeit wie die Aufstellung des Jägerregiments 11 außer Dienst gestellt wurde, die ebenfalls im östlichen Bayern beheimatet war und deren ehemaliges Personal den Kern zumindest eines neu aufgestellten Jägerbataillons des Jägerregiments 11 bildete.
Diese Struktur wurde bald in der nachgesteuerten Heeresstruktur 5N aufgehoben; die Heeresstruktur 5 wurde aber in Bezug auf die Jägerregimenter weitestgehend umgesetzt. Mit der Heeresstruktur 5N wurden im Zuge der Verkleinerung der Bundeswehr die Stäbe wieder getrennt, Jägerbataillone teils in die neu aufgestellte Streitkräftebasis abgegeben und bald darauf die Jägerregimenter im Heer sowie in der SKB aufgelöst.
Die Jägertruppe blieb als Truppengattung nur mit dem luftbeweglichen Jägerregiment 1 in Regimentsstärke dem Heer erhalten. Dabei handelt es sich um ein mittels Hubschraubern luftbewegliches und luftlandefähiges Regiment, das auch Pionier- und Heeresflugabwehrkräfte beinhaltet, durch diese unmittelbar unterstützt wird und zur selbstständigen Gefechtsführung befähigt ist.
|                                         | Bezeichnung                            | Aufstellung (aus)                      | Standort1                              | Verbleib                               | Unterstellung                          | Bemerkung |
| Jägerregimenter der Heeresstruktur III  | Jägerregimenter der Heeresstruktur III | Jägerregimenter der Heeresstruktur III | Jägerregimenter der Heeresstruktur III | Jägerregimenter der Heeresstruktur III | Jägerregimenter der Heeresstruktur III | Jägerregimenter der Heeresstruktur III                                                                                       |
| --------------------------------------- | -------------------------------------- | -------------------------------------- | -------------------------------------- | -------------------------------------- | -------------------------------------- | --- |
|                                         | JgRgt 38                               | 1970 (?)                               | Flensburg                              | April 1981 (?) aufgelöst               | HSchKdo 13 (WBK I)                     | |
|                                         | JgRgt 39                               | 1970 (?)                               | Putlos, später Oldenburg in Holstein   | April 1981 (?) aufgelöst               | HSchKdo 13 (WBK I)                     | |
|                                         | JgRgt 41                               | 1974 (?)                               | (?)                                    | April 1981 (?) aufgelöst               | HSchKdo 14 (WBK II)                    | |
|                                         | JgRgt 42                               | 1974 (?)                               | (?)                                    | April 1981 (?) aufgelöst               | HSchKdo 14 (WBK II)                    | |
|                                         | JgRgt 44                               | 1970 (?)                               | Ahlen                                  | April 1981 (?) aufgelöst               | HSchKdo 15 (WBK III)                   | |
|                                         | JgRgt 45                               | 1970 (?)                               | Unna                                   | April 1981 (?) aufgelöst               | HSchKdo 15 (WBK III)                   | |
|                                         | JgRgt 47                               | 1972 (?)                               | Bexbach                                | April 1981 (?) aufgelöst               | HSchKdo 16 (WBK IV)                    | |
|                                         | JgRgt 48                               | 1972 (?)                               | (?)                                    | April 1981 (?) aufgelöst               | HSchKdo 16 (WBK IV)                    | |
|                                         | JgRgt 50                               | 1972 (?)                               | Böblingen                              | April 1981 (?) aufgelöst               | HSchKdo 17 (WBK V)                     | |
|                                         | JgRgt 51                               | 1972 (?)                               | (?)                                    | April 1981 (?) aufgelöst               | HSchKdo 17 (WBK V)                     | |
|                                         | JgRgt 53                               | 1970 (?)                               | München                                | April 1981 (?) aufgelöst               | HSchKdo 18 (WBK VI)                    | |
|                                         | JgRgt 54                               | 1970 (?)                               | Oberhausen (bei Neuburg/Donau)         | April 1981 (?) aufgelöst               | HSchKdo 18 (WBK VI)                    | |
| Jägerregimenter der Heeresstruktur V/VN |                                        |                                        |                                        |                                        |                                        | |
|                                         | JgRgt 71                               | 1992 (?) (HSchRgt 71)                  | Flensburg                              | 1996/97 (?) aufgelöst                  | WBK I/6. PzGren                        | ust JgBtl 511 (aktiv) |
|                                         | JgRgt 52                               | 1992 (HSchBrig 52)                     | Lingen (Ems)                           | 1996/97 (?) aufgelöst                  | WBK II/1. PzDiv                        | |
|                                         | JgRgt 53                               | 1992 (HSchBrig 53)                     | Düren                                  | 1996/97 (?) aufgelöst                  | WBK III/7. PzDiv                       | nicht identisch mit dem „alten“ JgRgt 53                                                                                     |
|                                         | JgRgt 54                               | 1992 (HSchBrig 54)                     | Hermeskeil                             | 1996/97 (?) aufgelöst                  | WBK IV/5. PzDiv                        | nicht identisch mit dem „alten“ JgRgt 54                                                                                     |
| Jägerregiment 10                        | JgRgt 10                               | Oktober 1991 (ArtRgt 10)               | Pfullendorf                            | September 1997 aufgelöst               | WBK V/10. PzDiv                        | unterstellte Bataillone, alle in Pfullendorf: - JgBtl 101 - JgBtl 102 ta - JgBtl 108 na - JgBtl 852 na                       |
|                                         | JgRgt 11                               | 1991                                   | Roding                                 | 1997 (?) aufgelöst                     | WBK VI/1. GebDiv                       | unterstellte Bataillone: - JgBtl 4 (Roding, ta) - JgBtl 113 (Cham) - JgBtl 127 (Hammelburg, na) - JgLehrBtl 353 (Hammelburg) |
|                                         | JgRgt 57                               | April 1991                             | Schneeberg                             | September 1996 aufgelöst               | WBK VII/13. PzGrenDiv                  | unterstellte Bataillone waren: - JgBtl 571 - JgBtl 572 ta - JgBtl 573 na - JgBtl 574 na                                      |
|                                         | JgRgt 58                               | Nov. 1991 (?)                          | Raum Berlin/Potsdam                    | 1996 (?)                               | WBK VIII/ 14. PzGrenDiv                | geplantes Regiment, Aufbau vermutlich nach Auftrennung WBK VIII/14. PzGrenDiv abgebrochen                                    |
| Jägerregiment „Neues Heer“              |                                        |                                        |                                        |                                        |                                        | |
|                                         | JgRgt 1                                | 2006 (PzGrenBtl 152, JgLehrBtl 353)    | Schwarzenborn                          | 2015 Umgliederung in JgBtl 1           | LBwglBrig 1 ab Dez. 2012: PzBrig 21    | |

(?): fraglich, ca., genauer Aufstellungs-/Außerdienststellungszeitpunkt unbekannt

1 Standort entweder Mobilmachungspunkt, Depotpunkt oder Standort des Kaders

### Heimatschutzregimenter

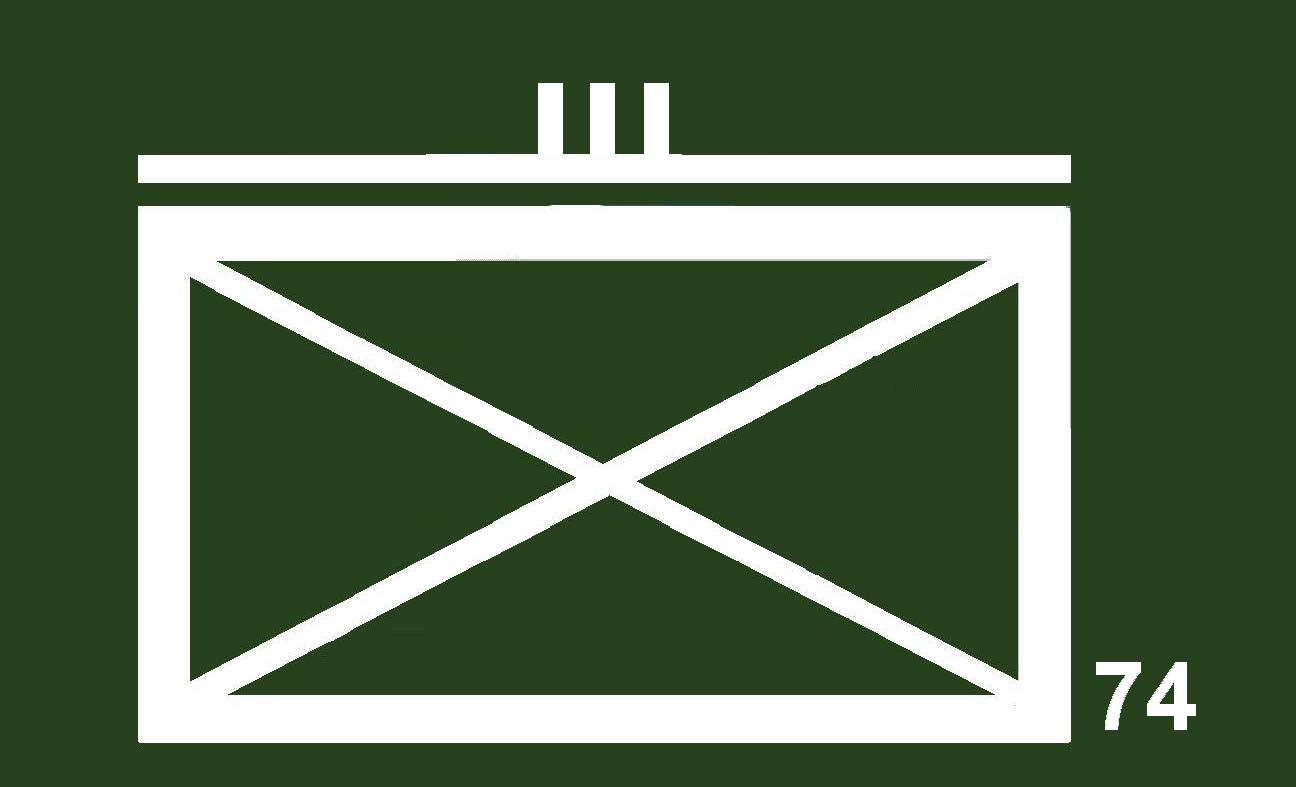
Taktisches Zeichen des Heimatschutzregimentes 74

Heimatschutzregimenter waren in der Heeresstruktur IV territoriale Verbände, die den Wehrbereichen zugeordnet waren. Sie bestanden aus drei nicht aktiven Jägerbataillonen sowie je einer nichtaktiven Mörser- und Versorgungskompanie. Die 7er Zahl wies sie als Heimatschutzregiment aus, die folgende Zahl ergab sich aus ihrem Wehrbereich, und folgte demselben Schema wie die Nummerierung der Heimatschutzbrigaden der 50er und 60er Reihe. Weitere Regimenter des Wehrbereichs wurden als Heimatschutzregiment 8X, ein manchmal vorhandenes drittes Regiment als Heimatschutzregiment 9X bezeichnet. Durchgängig erhielten die Regimenter Beinamen, der sich auf ihren Standort bezog. Nach der Auflösung der Regimenter führten einige Heimatschutzbataillone diese Beinamen fort.
|  | Bezeichnung | Aufstellung (aus) | Standort1                  | Verbleib                                                   | Bemerkung                                                           |
|  | ----------- | ----------------- | -------------------------- | ---------------------------------------------------------- | ------------------------------------------------------------------- |
|  | HSchRgt 71  | 1981(?)           | Neumünster                 | 1992/93(?) in JgRgt 71 unter WBK I / 6. PzGren umgewandelt | WBK I, VBK 11 Beiname: „Dithmarschen“                               |
|  | HSchRgt 81  | 1981(?)           | Süderlügum-Wimmersbüll     | 1992/93(?) aufgelöst                                       | WBK I, VBK 11 Beiname: „Angeln“                                     |
|  | HSchRgt 72  | 1981(?)           | Bremen                     | 1993 aufgelöst                                             | WBK II, VBK 20/Bremen Beiname: „Hanseatisches Heimatschutzregiment“ |
|  | HSchRgt 82  | 1981(?)           | Hasbergen-Gaste            | 1992/93(?) aufgelöst                                       | WBK II, VBK 24 Beiname: „Weser-Ems“                                 |
|  | HSchRgt 73  | 1981(?)           | Greven                     | 1992/93(?) aufgelöst                                       | WBK III, VBK 33 Beiname: „Münsterland“                              |
|  | HSchRgt 83  | 1981(?)           | Xanten                     | 1992/93(?) aufgelöst                                       | WBK III, VBK 32 Beiname: „Niederrhein“                              |
|  | HSchRgt 93  | 1981(?)           | Aachen                     | 1992/93(?) aufgelöst                                       | WBK III, VBK 31 Beiname: „Kurköln“                                  |
|  | HSchRgt 74  | 1981(?)           | Koblenz                    | 1992/93(?) aufgelöst                                       | WBK IV, VBK 41 Beiname: „Deutsches Eck“                             |
|  | HSchRgt 84  | 1982              | Darmstadt                  | 1992/93(?) aufgelöst                                       | WBK IV, VBK 43 Beiname: „Hessen-Darmstadt“                          |
|  | HSchRgt 94  | 1981(?)           | Neustadt an der Weinstraße | 1992/93(?) aufgelöst                                       | WBK IV, VBK 45 Beiname: „Kurpfalz“                                  |
|  | HSchRgt 75  | 1983              | Ludwigsburg                | 1992 aufgelöst                                             | WBK V, VBK 51 Beiname: „Alt-Württemberg“                            |
|  | HSchRgt 85  | 1981(?)           | Tübingen Hechingen (?)     | 1992/93(?) aufgelöst                                       | WBK V, VBK 54 Beiname: „Hohenzollern“                               |
|  | HSchRgt 76  | 1981(?)           | Ansbach Marktbergel(?)     | 1992/93(?) aufgelöst                                       | WBK VI, VBK 63 Beiname: „Franken“                                   |
|  | HSchRgt 86  | 1981(?)           | München                    | 1992(?) aufgelöst                                          | WBK VI, VBK 65 Beiname: „Altbayern“                                 |
|  | HSchRgt 96  | 1982              | Augsburg                   | 1992 aufgelöst                                             | WBK VI, VBK 61 Beiname: „Schwaben“                                  |

1 Standort entweder Mobilmachungspunkt, Depotpunkt oder Standort des Kaders

(?) Aufstellungs-/ Außerdienststellungszeitpunkt nicht genau bekannt

## Bataillone

### Allgemeines
Kaum eine Truppengattung des Heeres wies im Laufe ihrer Geschichte so viele Verbände wie die Jägertruppe auf. Obwohl Jägerbataillone im Feldheer nie, zumindest nicht über mehrere Heeresstrukturen hinweg, eine nennenswerte Bedeutung erlangten, d. h. im Gegensatz zu Gebirgsjägern und Fallschirmjägern nur etwa zehn Jahre den Kern infanteristischer Großverbände im Feldheer bildeten, war ihre Anzahl im Territorialheer, später bei der Streitkräftebasis, kaum zu fassen. Die Bataillone wurden häufig umgegliedert, umbenannt oder neu geordnet. Dies wurde dadurch vereinfacht, dass die Jägerbataillone als Geräteeinheit, aber auch als aktives Bataillon im Vergleich zu mechanisierten Verbänden kaum schweres Material benötigten und vergleichsweise schnell aufgestellt, aber auch schnell wieder aufgelöst werden konnten. Einige Jägerbataillone des Territorialheeres waren kaum mehr als nur auf dem Papier existente Mobilmachungsverbände, für die bis mindestens 1989 wegen der Wehrpflicht eine stets ansteigende Anzahl an gedienten Reservisten zur Verfügung stand. Über viele dieser nicht aktiven Bataillone ist daher kaum etwas bekannt. Zu der Vielzahl an Jägerbataillonen gesellten sich zeitweilig auch immer mehr Heimatschutz- und Sicherungsbataillone. Letztere bestanden nicht unbedingt aus Reservisten oder aktiven Soldaten mit aktiver Dienstzeit in einem Infanterieverband und einer Ausbildung zum Jäger (Jäger-ATN). Alle Bataillone der Jäger- und Heimatschutztruppe werden im Folgenden anhand ihrer Bezeichnung und Zugehörigkeit zum Feld- oder Territorialheer aufgeführt.

### Gliederungen, Organisation und Ausrüstung

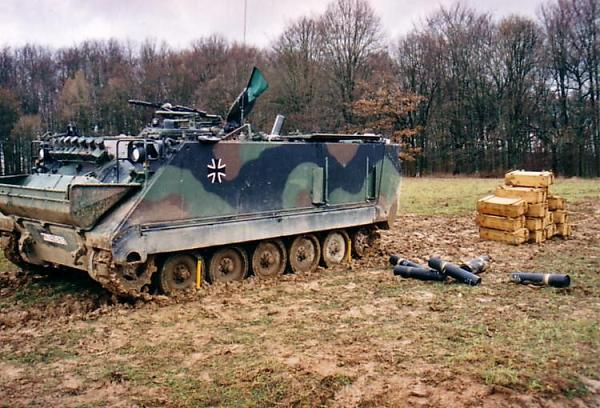

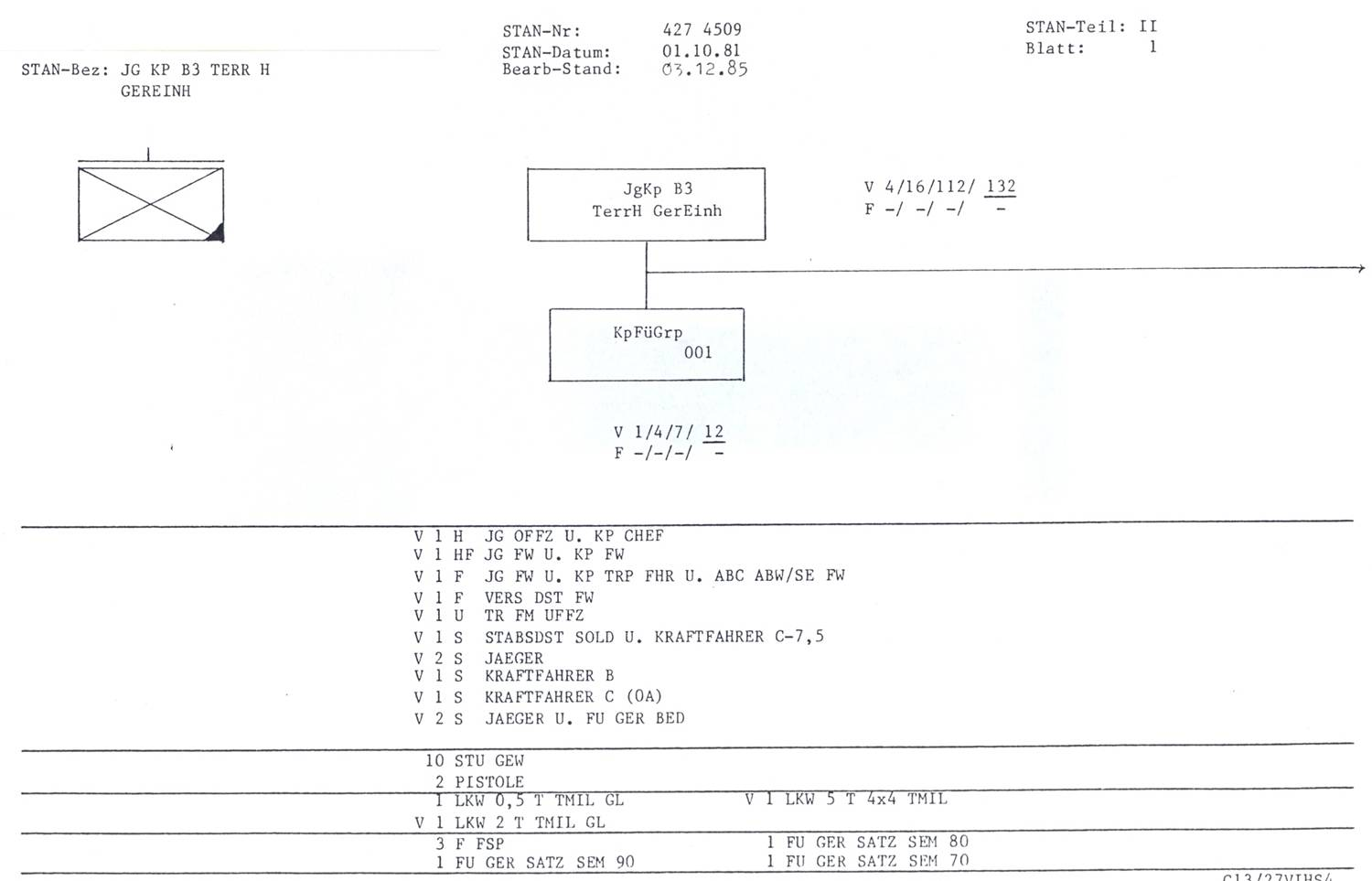
STAN für Jägerkompanie B3 (Geräteeinheit) des Territorialheeres, Jägerkompanie und Kompanieführungsgruppe

Die Gliederung der Bataillone folgte der grundsätzlichen deutschen Infanteriebataillonsgliederung mit 1./ Stabs- und Versorgungskompanie, 2./, 3./ und 4./ Jägerkompanie und 5./ schwerer Kompanie. In der die schweren Waffen wie z. B. 120-mm-Mörser (gezogen), 20-mm-Feldkanonen (auf Einachs-Sonderlafette gezogen) und Kanonenjagdpanzer oder Kampfpanzer M48 zusammengefasst waren. Die Kompanien verfügten zumeist nicht über einen IV. Panzerabwehrzug und damit bis auf die aktiven Divisionsjägerbataillone auch über keine Panzerabwehr. Eine unterstützende Flugabwehr durch die Heeresflugabwehrtruppe war nicht vorgesehen. Eine bedingte Fliegerabwehr sollte durch die FK 20 mm oder im Rahmen der Fliegerabwehr aller Truppen (FlgAbw aT) erfolgen. Die artilleristische Feuerunterstützung erfolgte durch die Feldartillerie der übergeordneten Brigade.
Der erste Mannschaftstransportwagen der Jägertruppe war der M113 vornehmlich in den Divisions-Jägerbataillonen. Den Bezeichnungen der Bataillone wurde dann das Suffix (MTW) für mit M113 ausgerüstete Bataillone hinzugefügt, die auf ihre Ausrüstung schließen ließen und zeigt die relative Nähe zu den Grenadierbataillonen der Frühzeit, deren veraltete Ausrüstung die JgBtl TerrH meist übernahmen. So waren die 4. Kompanien der Panzergrenadierbataillone in der Heeresstruktur IV durch den Mangel an SPz Marder mit MTW ausgestattet. Aus dieser Zeit rührt auch das Suffix „Planwagen-Grenadiere“, die bis zum heutigen Tage in den Köpfen der „Panzerleute“ für Jäger geistert. Die Masse der Jägerbataillone war mit dem Unimog 2 to ausgestattet, in der Frühzeit der Bundeswehr 1,5 to. In der Nachrüstung erfolgte bei wenigen Jägerbataillonen wie bei dem der Deutsch-Französische Brigade die Ausstattung mit dem Transportpanzer Fuchs. Dieser wird vom GTK Boxer abgelöst, einem gepanzerten Transportkraftfahrzeug.
Eine wirklich eigenständige Infanterietaktik wurde, auch bedingt durch die Erfahrungen des Zweiten Weltkriegs im Jahr 1944, für die Infanterie der Bundeswehr nie gebildet. Der Kampf in und um Feldstellungen, in Wäldern und in urbanem Gelände wurde nach Möglichkeit gemieden. Eine „Schwäche“ des Heeres der Bundeswehr, für den Kampf gegen irreguläre oder verdeckt operierende Kräfte und in Krisengebieten in nicht offenem Gelände, liegt auch in dieser Gliederung, Ausstattung und Ausbildung begründet, da eine Ausrichtung auf einen konventionellen mechanisierten Gegner und eine einheitliche Verteidigungslinie mit einem abgegrenzten Rückwärtigen Raum erfolgte. Dies galt und gilt auch für die Jägertruppe, deren vormalige Aufgabe der Schutz des rückwärtigen Raumes im Raumschutzverfahren und der Kampf gegen verdeckt kämpfende oder irreguläre Kräfte war. Der luftmechanisierte Kampfauftrag des Jägerregiments 1 und der infanteristische Kampf in urbanen und stark bedecktem – jedoch nicht stark durchschnittenem Gelände – spezialisieren das vormalige breite Auftragsspektrum und lassen den Kampf in „rückwärtigen“ Gebieten insbesondere mit und um die „Bevölkerung“ außer Acht. Der Kampf in stark durchschnittenem Gelände wird durch die Gebirgsjäger geführt, der nach Luftanlandung und hinter der Forward Line of Enemy Troops (FLET) durch die Fallschirmjäger.

#### Gliederungstypen der Jägertruppe im Feldheer (Heeresstruktur IV)
Jäger-Btl D 2
- 1. Stabs- u. Versorgungs-Kp
- 2. – 4. Jäger-Kp (LKW)
- 5. (schwere) Kp (6 × MILAN, 6 × Panzermörser M 113)

Jäger-Btl MTW D 6 oder D 7
- 1. Stabs- u. Versorgungs-Kp,
- 2. – 4. Jäger-Kp (MTW M 113),
- 5. (schwere) Kp (6 × MILAN, 6 × Panzermörser M 113)

#### Gliederungstypen der Jägertruppe im Territorialheer (Heeresstruktur IV)
Jäger-Btl Typ A TerrH HSchBrig (je 1 × HSchBrig 5er Reihe, 2 × HSchBrig 6er Reihe)
- 1. Stabs- und Versorgungskompanie
- 2. – 4. Jägerkompanie (pro Kp 3 Züge LKW, 4 später 3 × MILAN)
- 5. (schwere) Kompanie (6 × Mörser gezogen, 7 × Kanonenjagdpanzer, ab 1985: 7 × M 48)

Jäger-Btl MTW Typ A TerrH (je 1 × HSchBrig 5er Reihe)
- 1. Stabs- und Versorgungskompanie
- 2. – 4. Jägerkompanie  (pro Kp 3 Züge MTW M 113, 4 später 3 × MILAN)
- 5. (schwere) Kompanie (6 × Panzermörser M 113, 7 × Kanonenjagdpanzer, ab 1985: 7 × M 48)

Jäger-Rgt HSch
- Stabskompanie mit Panzerabwehrzug (10 × Leichtgeschütz 106 mm, ab etwa 1985 7 × Kanonenjagdpanzer)
- drei Jäger-Btl Typ C TerrH
  - 1. Stabs- und Versorgungskompanie mit Feldkanonenzug (7 × Feldkanone 20 mm)
  - 2. – 5. Jägerkompanie (pro Kp 4 Züge LKW)
- Mörserkompanie (18 × Mörser gezogen)
- Versorgungskompanie

### Jägerbataillone im Feldheer

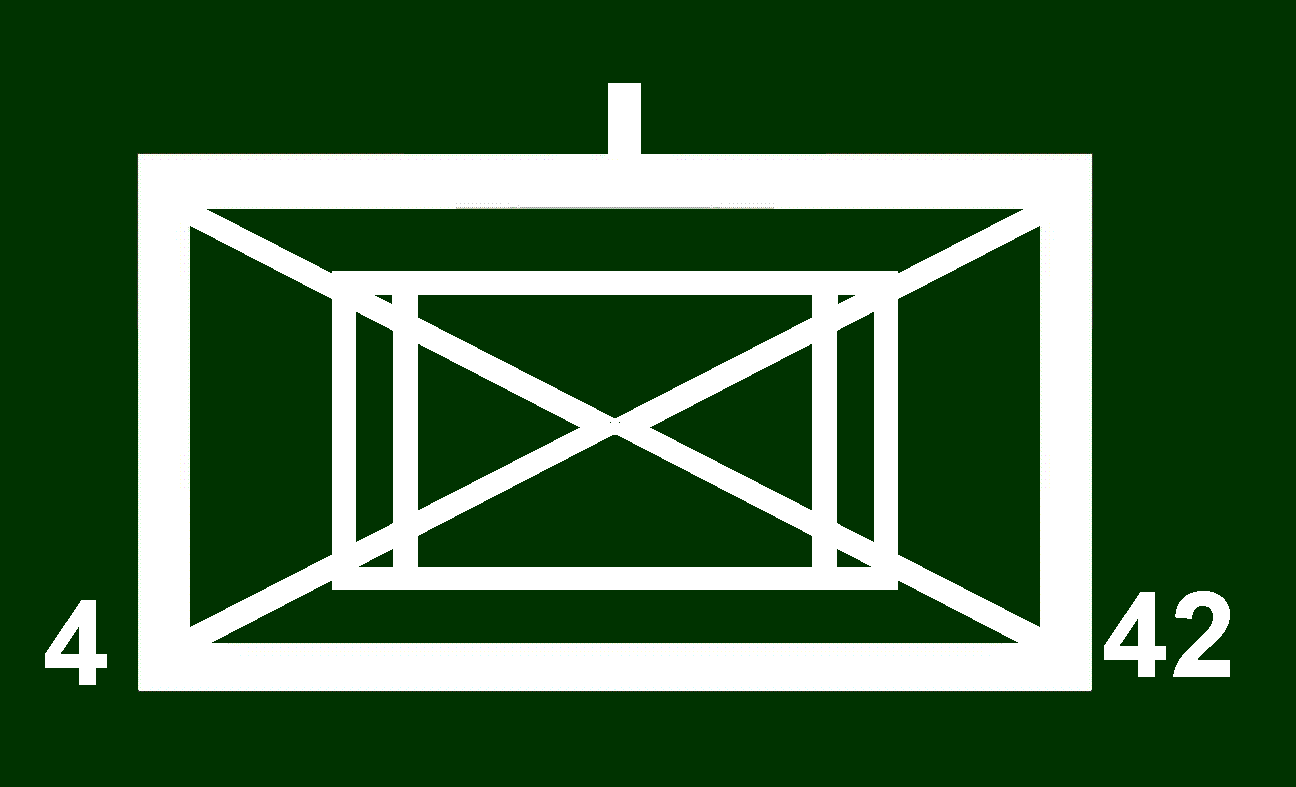
Taktisches Zeichen einer Jägerkompanie MTW, hier 4./JgBtl 42. Das taktische Zeichen einer PzGrenKp MTW war identisch.

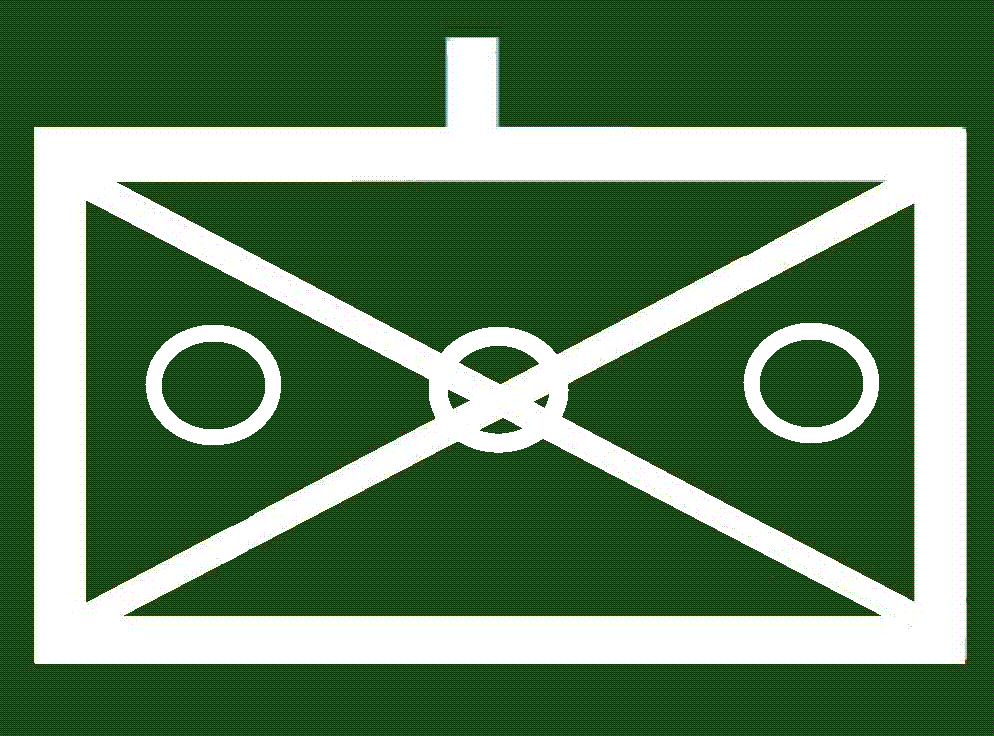
Taktisches Zeichen einer geländegängig motorisierten Jägerkompanie

In der Heeresstruktur III (1970–1980/81) wurden die 2. und 4. Panzergrenadierdivision in die 2. und 4. Jägerdivision mit den Jägerbrigaden 4, 10 und 11 umgegliedert. Eines der drei Jägerbataillone jeder Brigade war nur als Geräteeinheit aufgestellt. Diese Bataillone wurden als Jägerbataillon x1, x2 und x3 bezeichnet, wobei das x der Brigadenummer entspricht. Das Jägerbataillon 42 war also das „zweite“ Jägerbataillon der Brigade 4. In der Heeresstruktur III wurden darüber hinaus weitere einzelne Jägerverbände im Feldheer ausgeplant: Die zur 6. Panzergrenadierdivision gehörigen Panzergrenadierbrigaden 16 und 17 erhielten durch Umgliederung von Panzergrenadierverbänden jeweils ein Jägerbataillon, nämlich die Jägerbataillone 162 und 172. Als Lehrtruppenteil der Kampftruppenschule I (heute Infanterieschule) wurde das Panzergrenadierlehrbataillon 351 zum Jägerlehrbataillon 351 umgegliedert. Diese Bezeichnung wurde gewählt, da das Bataillon truppendienstlich der Panzergrenadierbrigade 35 unterstand. Mit Einnahme der Heeresstruktur IV wurden alle diese Verbände zu Panzergrenadierbataillonen rückgegliedert.
Alle Divisionen erhielten in der Heeresstruktur IV als Divisionstruppen zwei nicht aktive Jägerbataillone sowie ein nicht aktives Sicherungsbataillon (siehe Liste der Sicherungsverbände des Heeres der Bundeswehr). Nur die 6. Panzergrenadierdivision Schleswig-Holstein erhielt aktive Jägerbataillone. Diese Divisionsgliederung war nicht neu, da bereits den Infanteriedivisionen der Wehrmacht unmittelbar Divisions-Füsilierbataillone unterstellt waren. Die aufgestellten Jägerverbände erhielten die Bezeichnung Jägerbataillon y6 und Jägerbataillon y7, wobei y für die Divisionsnummer steht. Das Jägerbataillon 27 war also das „zweite“ Jägerbataillon der 2. Panzergrenadierdivision. Eine Ausnahme bildete die 1. Luftlandedivision als 9. Division des Heeres für die keine entsprechenden Bataillone aufgestellt wurden. Die Nummern 96 und 97 wurden daher nicht vergeben. Die für die 1. Gebirgsdivision (8. Division des Heeres) aufgestellten Bataillone wurden als teilaktive oder nicht aktive Gebirgsjägerbataillone 86 und 87 aufgestellt – siehe dazu Liste der Truppenteile der Gebirgsjägertruppe des Heeres der Bundeswehr. Im Frieden waren die Bataillone meist in eine der Divisionsbrigaden eingegliedert. Die Divisionsjägerbataillone wurden mit der HST V/V(N) aufgelöst.
1991 wurde an der Infanterieschule in Hammelburg erneut das Jägerlehrbataillon (Jägerlehrbataillon 353) aus dem Panzergrenadierlehrbataillon 353 aufgestellt, das bis 1996 im Verteidigungsfall und für Übungen dem Jägerregiment 11 (Roding), später der Jägerbrigade 37 unterstellt war. Mit der Einnahme der Heeresstruktur V wurden die Divisionsjägerbataillone (Divisionnummer mit dem Endziffernzusatz 6 und 7) aufgelöst. In der Heeresstruktur V/VN wurden die bislang letzten Jägerbataillone des Feldheeres mit dem bis heute bestehende Jägerbataillon 292 und dem zwischenzeitlich zum Panzergrenadierbataillon rückgegliederten Jägerbataillon 371 der Brigade 37 aufgestellt.
Hinweis: Teilweise und zeitweise waren einzelne Heimatschutzbrigaden und ihre Bataillone Teil des Feldheeres (siehe Abschnitt Brigaden). Diese werden aber erst im Abschnitt Jägerbataillone im Territorialheer betrachtet. Die in den Jägerregimentern aufgestellten Jägerbataillone der Heeresstruktur V mit fusionierten Stäben des Feld- und Territorialheeres werden ebenfalls erst im Abschnitt Jägerbataillone im Territorialheer behandelt. Dies gilt auch für die Bataillone in diesen fusionierten Verbänden, die im Verteidigungsfall beim Feldheer eingeplant waren.

#### Jägerbataillone der Heeresstruktur III
|  | Bezeichnung   | Aufstellung (aus)           | Standort1        | Unterstellung | Verbleib                                    | Bemerkung |
|  | ------------- | --------------------------- | ---------------- | ------------- | ------------------------------------------- | --- |
|  | JgBtl 41      | Oktober 1970 (PzGrenBtl 41) | Göttingen        | JgBrig 4      | Oktober 1980 in PzGrenBtl 41 rückgegliedert | aktiv |
|  | JgBtl 42      | 1970(?)                     | Kassel           | JgBrig 4      | Oktober 1980 in PzGrenBtl 42 umgegliedert   | aktiv Beiname: Kasseler Jäger                                                                                             |
|  | JgBtl 43      | 1970(?)                     | Göttingen (?)    | JgBrig 4      | Oktober 1980 in PzGrenBtl 43 umgegliedert   | Geräteeinheit nicht durch Umgliederung PzGrenBtl 43 entstanden                                                            |
|  | JgBtl 101     | 1970 (PzGrenBtl 101)        | Ebern            | JgBrig 10     | April 1981 Umgliederung in PzGrenBtl 103    | aktiv |
|  | JgBtl 102     | 1970 (PzGrenBtl 102)        | Bayreuth         | JgBrig 10     | April 1981 Umgliederung in PzGrenBtl 102    | aktiv, bereits ab 1974 mit SPz Marder ausgerüstet Beiname: Bayreuther Jäger                                               |
|  | JgBtl 103     | 1970(?)                     | Weiden, Bayreuth | JgBrig 10     | April 1981 (?)                              | Geräteeinheit |
|  | JgBtl 111     | 1971 (PzGrenBtl 111)        | Regen, Cham      | JgBrig 11     | April 1981 (?)                              | Geräteeinheit |
|  | JgBtl 112     | Okt. 1970 (PzGrenBtl 112)   | Regen            | JgBrig 11     | April 1981 Rückgliederung in PzGrenBtl 112  | aktiv, als PzGrenBtl 112 noch heute aktiv                                                                                 |
|  | JgBtl 113     | Okt 1970 (PzGrenBtl 113)    | Cham             | JgBrig 11     | April 1981 Rückgliederung in PzGrenBtl 113  | aktiv, bereits ab 1975 mit SPz Marder ausgerüstet                                                                         |
|  | JgBtl 162     | Okt. 1970 (PzGrenBtl 162)   | Wentorf          | PzGrenBrig 16 | Apr. 1981 Rückgliederung in PzGrenBtl 162   | aktiv |
|  | JgBtl 172     | Okt. 1971 (PzGrenBtl 163)   | Lübeck           | PzGrenBrig 17 | April 1981(?) Umgliederung in PzGrenBtl 172 | aktiv |
|  | JgLehrBtl 351 | Juli 1970 (PzGrenBtl 351)   | Hammelburg       | PzGrenBrig 35 | Okt. 1980 Umgliederung in PzGrenLehrBtl 353 | aktiv, Lehrbataillon der Kampftruppenschule I Hinweis: Verbandsabzeichen eigentlich mit L unter den gekreuzten Schwertern |

#### Jägerbataillone der Heeresstruktur IV (Divisionsjägerbataillone)
|  | Bezeichnung | Aufstellung (aus) | Standort1                       | Verbleib                                                   | Bemerkung |
|  | ----------- | ----------------- | ------------------------------- | ---------------------------------------------------------- | --- |
|  | JgBtl 16    | 1981(?)           | Minden, Celle                   | 26.04.1991 unter OTL Kleinebenne im Lager OERBKE aufgelöst | 1. PzDiv, Geräteeinheit                                                                                        |
|  | JgBtl 17    | 1981(?)           | Hannover, Ahrbergen             | 1992(?) aufgelöst                                          | 1. PzDiv, Geräteeinheit                                                                                        |
|  | JgBtl 26    | 1981(?)           | Wolfhagen                       | 1992(?) aufgelöst                                          | 2. PzGrenDiv, Geräteeinheit                                                                                    |
|  | JgBtl 27    | 1981(?)           | Fuldatal-Rothwesten             | 1992(?) aufgelöst                                          | 2. PzGrenDiv, Geräteeinheit                                                                                    |
|  | JgBtl 36    | 1981(?)           | Zeven                           | 1992(?) zu JgRgt 52, WBK II / 1. PzDiv                     | 3. PzDiv, ab 1992(?) JgRgt 52, WBK II / 1. PzDiv, Geräteeinheit                                                |
|  | JgBtl 37    | 1981(?)           | Seedorf, Munster                | 1992(?) aufgelöst                                          | 3. PzDiv, Geräteeinheit                                                                                        |
|  | JgBtl 46    | 1981(?)           | Hemau                           | 1992(?) aufgelöst                                          | 4. PzGrenDiv, Geräteeinheit                                                                                    |
|  | JgBtl 47    | 1981(?)           | Neunburg vorm Wald, Feldkirchen | 1992(?) aufgelöst                                          | 4. PzGrenDiv, Geräteeinheit                                                                                    |
|  | JgBtl 56    | 1981(?)           | Gießen                          | 1992(?) aufgelöst                                          | 5. PzDiv, Geräteeinheit                                                                                        |
|  | JgBtl 57    | 1981(?)           | Daaden-Emerzhausen              | 1992(?) aufgelöst                                          | 5. PzDiv, Geräteeinheit                                                                                        |
|  | JgBtl 66    | 1981(?)           | Wentorf                         | 1992(?) aufgelöst                                          | 6. PzGrenDiv, aktiv (MTW) Beiname: Wentorfer Jäger und Leitverband NEC                                         |
|  | JgBtl 67    | 1981(?)           | Boostedt, Breitenburg           | 1997(?)                                                    | 6. PzGrenDiv, seit 1992(?) des WBK I / 6. PzGrenDiv, teilaktiv keine Geräteeinheit Beiname Breitenburger Jäger |
|  | JgBtl 76    | 1981(?)           | Preußisch Oldendorf             | 1992(?) aufgelöst                                          | 7. PzDiv, Geräteeinheit (Lufttanklager)                                                                        |
|  | JgBtl 77    | 1981(?)           | Paderborn                       | 1992(?) aufgelöst                                          | 7. PzDiv, Geräteeinheit                                                                                        |
|  | JgBtl 106   | 1981(?)           | Amstetten (Württemberg)         | 1992(?) aufgelöst                                          | 10. PzDiv, Geräteeinheit                                                                                       |
|  | JgBtl 107   | 1981(?)           | Münchsmünster                   | 1992(?) aufgelöst                                          | 10. PzDiv, Geräteeinheit                                                                                       |
|  | JgBtl 116   | 1981(?)           | Varel                           | 1992(?) aufgelöst                                          | 11. PzGrenDiv, Geräteeinheit                                                                                   |
|  | JgBtl 117   | 1981(?)           | Bremen                          | 1992(?) aufgelöst                                          | 11. PzGrenDiv, Geräteeinheit                                                                                   |
|  | JgBtl 126   | 1981(?)           | Hammelburg, Walldürn            | 1992(?) aufgelöst                                          | 12. PzDiv |
|  | JgBtl 127   | 1981(?)           | Hammelburg                      | Umgliederung HSchBtl 127, 2006 aufgelöst                   | 12. PzDiv, Geräteeinheit                                                                                       |

#### Jägerbataillone derHeeresstruktur Vund späterer Heeresstrukturen
|  | Bezeichnung   | Aufstellung (aus)                       | Standort1              | Verbleib                                  | Bemerkung                                                                                          |
|  | ------------- | --------------------------------------- | ---------------------- | ----------------------------------------- | -------------------------------------------------------------------------------------------------- |
|  | JgBtl 1       | Jun. 2015 (JgRgt 1)                     | Schwarzenborn          | aktiv                                     | PzBrig 21                                                                                          |
|  | JgBtl 91      | Jul. 2015                               | Rotenburg (Wümme)      | aktiv                                     | PzBrig 21 (bis 2023: PzLehrBrig 9)                                                                 |
|  | JgBtl 291     | Dez. 2010                               | Illkirch-Graffenstaden | aktiv                                     | Deutsch-Französische Brigade                                                                       |
|  | JgBtl 292     | Mär. 1993 (PzGrenBtl 292 und JgBtl 552) | Donaueschingen         | aktiv                                     | Deutsch-Französische Brigade aus Fusion PzGrenBtl 292 mit JgBtl 552                                |
|  | JgLehrBtl 353 | Okt. 1991 (PzGrenLehrBtl 353)           | Hammelburg             | 2006 aufgelöst, Teile an JgRgt 1          | truppendienstlich zunächst PzGrenBrig 35, dann JgRgt 11, zuletzt JgBrig 37, sonst Infanterieschule |
|  | JgBtl 371     | Okt. 1996 (PzGrenBtl 371)               | Marienberg             | Juli 2007 Rückgliederung in PzGrenBtl 371 | JgBrig 37, aktiv Beiname: Marienberger Jäger                                                       |
|  | JgBtl 413     | Okt. 2015 (PzBtl 413)                   | Torgelow               | aktiv                                     | PzBrig 21 (bis 2023: PzGrenBrig 41)                                                                |
|  | JgBtl 921     | Jun. 2015                               | Schwarzenborn          | nicht aktiv                               | PzBrig 21, ErgTrT                                                                                  |

1 Standort bei nicht aktiven Bataillonen entweder Mobilmachungspunkt, Depotpunkt oder Standort des Kaders

### Bataillone im Territorialheer

#### Jägerbataillone im Territorialheer
Neben den vorher angeführten Jägerbataillonen im Feldheer gab es eine deutlich größere Anzahl an Jägerbataillonen im Territorialheer. Ihre Aufgabe war die Sicherung des rückwärtigen Raumes, Kampf gegen durchgebrochene Feindkräfte und Feindkräfte im besonderen Einsatz, bedingt auch operative Reserve des jeweiligen vorgelagerten Korps. Teilweise waren diese wie die Jägerbataillone der Heimatschutzbrigaden aktiv und bildeten den Nachwuchs für eigene Schwesterbataillone aus. Die Masse jedoch waren nicht aktive Jägerbataillone, die aus Reservisten bestanden, die meist vorher in aktiven Truppenteilen der Infanterie Wehrdienst geleistet hatten. Insgesamt war aber ein deutliches Missverhältnis zwischen aktiven und nicht aktiven Jägerbataillonen vorhanden, da der Kampf mit der Masse des Feldheeres mechanisiert geführt werden und das Territorialheer nur der Sicherung dienen sollte. Über einige dieser Bataillone im Territorialheer ist daher nur wenig bekannt.
Grundsätzlich können die Jägerbataillone im Territorialheer in folgende Gruppen unterteilt werden:
- Jägerbataillone der Jägerregimenter der Heimatschutzkommandos: In der Heeresstruktur III (1970–1981) unterstanden den sechs Heimatschutzkommandos der sechs Wehrbereiche jeweils zwei Jägerregimenter mit jeweils zwei Jägerbataillonen. Je Regiment war ein Bataillon aktiv, eines Geräteeinheit. Die Bezeichnung der Bataillone ergab sich direkt aus der des übergeordneten Jägerregiments. Das jeweils erste Bataillon des Regiments trug die Bezeichnung yy1, das zweite yy2, wobei yy jeweils für die zweistellige Nummer des Regiments steht.
- Jägerbataillone der Heimatschutzbrigaden: Den in der Heeresstruktur IV (ab etwa 1981) aufgestellten HSchBrig unterstanden neben M48-Panzerbataillonen (Liste der Panzerverbände der Bundeswehr) außer Heimatschutzbrigade 56 jeweils zwei Jägerbataillone. Deren Bezeichnung ergab sich jeweils aus der Nummer der übergeordneten Heimatschutzbrigade. Die ersten beiden Ziffern entsprachen der Brigadenummer, die letzte Ziffer war entweder die 1 (für das „erste“ Bataillon der Brigade) oder eine 2 für das „zweite“ Bataillon der Brigade. Das Jägerbataillon 611 war das erste Bataillon der Heimatschutzbrigade 61. Diese Bataillone wurden fast alle 1992/1993 außer Dienst gestellt.
- Jägerbataillone der Heimatschutzregimenter der Verteidigungsbezirkskommandos: Neben den Jägerbataillonen der Heimatschutzbrigaden, gliederte sich jedes Heimatschutzregiment der Heeresstruktur IV in drei Jägerbataillone. Auch ihre Nummer ergab sich direkt aus dem übergeordneten Jägerregiment. Das jeweils erste Bataillon trug die Bezeichnung xx1, das zweite xx2, das dritte xx3, und xx steht dabei jeweils für die zweistellige Nummer des Regiments. Die Regimenter wurden mit der Zusammenlegung mit den Heimatschutzbrigaden noch in Jägerregimenter umbenannt, erste Bataillone dabei aus beiden Verbänden/Großverbänden aufgelöst. Einige dieser Jägerbataillone wurden zur Heeresstruktur V/VN in Heimatschutzbataillone (siehe unten) umgegliedert und bestanden quasi fort; die meisten wurden jedoch 1992/1992 außer Dienst gestellt.
- Jägerbataillone der fusionierten Stäbe der Heeresstruktur V: Die schon bald in der nachgesteuerten Heeresstruktur VN (teils mitsamt den unterstellten Bataillonen) aufgelösten Jägerregimenter unterstanden im Frieden den fusionierten Stäbe der Divisionen und Wehrbereichskommandos. Entsprechend waren die unterstellten Bataillone dieser Regimenter für den Verteidigungsfall jeweils dem Feld- oder Territorialheer (sogenannte WBK-Anteile) assigniert. In der folgenden Liste sind die Bataillone dieser Regimenter ohne Rücksicht auf ihre Assignierung aufgeführt. Die Nummerierung der Bataillone folgte keiner durchgehenden Systematik. Die Anfangsziffern entsprechen aber häufig der Nummer des übergeordneten Regiments. Meist wurden zur Aufstellung dieser Regimenter bis zu vier Bataillone des Feldheeres und des Territorialheeres herangezogen, die bereits in der Heeresstruktur IV aufgestellt waren.
- Jägerbataillon der 900er Serie: Diese Jägerbataillone sind Bataillone im Bereich des BMVg. Mit dem Wachbataillon war ihre Aufgabe der Schutz der Bundeswehrführungsstäbe und der politischen Führung der Bundesrepublik.

Durch die häufige Umorganisation der Gliederung des Territorialheeres, wurde auch die Systematik der Bezeichnungen für Jägerverbände jeweils jeder neuen Heeresstruktur angepasst. Daher ist zu beachten, dass in den verschiedenen Heeresstrukturen in etlichen Fällen Jägerbataillone identischer Nummerierung aufgestellt waren, diese jedoch nicht in einer Traditionslinie auch nach der räumlichen Dislozierung stehen. Erst in den Heeresstrukturen V, VN und später wurden die Nummern bei Unterstellungswechseln beibehalten, so dass gleichnamige Jägerbataillone (meist auch die daraus hervorgegangenen Heimatschutzbataillone) eine gewisse Kontinuität aufweisen. Dies führt aber bei den Jägerbataillonen der fusionierten Stäbe der Heeresstruktur V dazu, dass ihre Bezeichnung meist nicht auf ihre Unterstellung schließen lässt. Infolge der allgemeinen Truppenreduzierung und der geänderten Lage wurden alle nicht aktiven Verbände außer Dienst gestellt.
Die folgende Liste ist zur besseren Orientierung innerhalb der Rubriken nach den übergeordneten Wehrbereichen geordnet.

##### Jägerbataillone der Heimatschutzkommandos (Heeresstruktur III)
|  | Bezeichnung        | a/ta/na | Aufstellung                   | Standort1           | Unterstellung        | Verbleib                                             | Bemerkung                                                        |
|  | ------------------ | ------- | ----------------------------- | ------------------- | -------------------- | ---------------------------------------------------- | ---------------------------------------------------------------- |
|  | Jägerbataillon 381 | a       | 1. Apr 1970 aus PzGrenBtl 161 | Flensburg           | JgRgt 38, HSchKdo 13 | 1981 JgBtl 511                                       |                                                                  |
|  | Jägerbataillon 382 | na      | 1. Apr1970                    | Oldenburg/ Holstein | JgRgt 38, HSchKdo 13 | nachm JgBtl 711?                                     |                                                                  |
|  | Jägerbataillon 391 | a       | 1. Apr 1970 aus PzGrenBtl 171 | Itzehoe             | JgRgt 39, HSchKdo 13 | 1981 JgBtl 67 „Breitenburger Jäger“ Breitenburg      |                                                                  |
|  | Jägerbataillon 392 | na      | (?)                           | (?)                 | JgRgt 39, HSchKdo 13 | nachm JgBtl 712                                      |                                                                  |
|  | Jägerbataillon 411 | a       | (?)                           | Fürstenau           | JgRgt 41, HSchKdo 14 | nachm JgBtl 521                                      |                                                                  |
|  | Jägerbataillon 412 | na      | (?)                           | Ochtrup             | JgRgt 41, HSchKdo 14 | nachm JgBtl 522                                      |                                                                  |
|  | Jägerbataillon 421 | a       | (?)                           | (?)                 | JgRgt 42, HSchKdo 14 | nachm JgBtl 721                                      |                                                                  |
|  | Jägerbataillon 422 | na      | (?)                           | (?)                 | JgRgt 42, HSchKdo 14 | nachm JgBtl 722                                      |                                                                  |
|  | Jägerbataillon 441 | ta      | 1970                          | Ahlen               | JgRgt 44, HSchKdo 15 | nachm JgBtl 531 Apr. 1981                            | vorm PzGrenBtl 192                                               |
|  | Jägerbataillon 442 | ta      | (?)                           | Lager Rattkamp      | JgRgt 44, HSchKdo 15 | nachm JgBtl 532                                      |                                                                  |
|  | Jägerbataillon 451 | ta      | 1970                          | Unna                | JgRgt 45, HSchKdo 15 | nachm JgBtl 731                                      |                                                                  |
|  | Jägerbataillon 452 | na      | (?)                           | Unna                | JgRgt 45, HSchKdo 15 | nachm JgBtl 732                                      |                                                                  |
|  | Jägerbataillon 471 | a       | 1. Mai 1972                   | Bexbach             | JgRgt 47, HSchKdo 16 | 1. Oktober 1981 Umgliederung zum JgBtl 542           |                                                                  |
|  | Jägerbataillon 472 | na      | 1. April 1976                 | Bexbach             | JgRgt 47, HSchKdo 16 | 1. April 1982 Umgliederung zum JgBtl 541             |                                                                  |
|  | Jägerbataillon 481 | a       | (?)                           | (?)                 | JgRgt 48, HSchKdo 16 | nachm JgBtl 741                                      |                                                                  |
|  | Jägerbataillon 482 | na      | (?)                           | (?)                 | JgRgt 48, HSchKdo 16 | nachm JgBtl 742                                      |                                                                  |
|  | Jägerbataillon 501 | a       | 1. Oktober 1971               | Böblingen           | JgRgt 50, HSchKdo 17 | 1981 Umgliederung zum JgBtl 552 (Heeresstruktur IV)  |                                                                  |
|  | Jägerbataillon 502 | na      | (?)                           | Böblingen           | JgRgt 50, HSchKdo 17 | nachm JgBtl 552                                      |                                                                  |
|  | Jägerbataillon 511 | a       | (?)                           | Münsingen           | JgRgt 51, HSchKdo 17 | nachm JgBtl 751                                      | Hinweis: nicht JgBtl 511 der HSchBrig 51                         |
|  | Jägerbataillon 512 | na      | 1. Oktober 1972               | Renningen           | JgRgt 51, HSchKdo 17 | 1992 Umgliederung zum JgBtl 551 (Heeresstruktur III) |                                                                  |
|  | Jägerbataillon 531 | a       | 1. Okt 1970 aus PzGrenBtl 282 | München             | JgRgt 53, HSchKdo 18 | 1. Okt 1981 PzGrenBtl 561                            | Hinweis: nicht JgBtl 531 in Ahlen Beiname: „Münchner Jäger“      |
|  | Jägerbataillon 532 | na      | (?)                           | München             | JgRgt 53, HSchKdo 18 | Okt. 1981 JgBtl 661                                  | Hinweis: nicht JgBtl 532 in Euskirchen Beiname: „Münchner Jäger“ |
|  | Jägerbataillon 541 | a       | 1. Okt 1970 aus VersBtl 286   | Oberhausen          | JgRgt 54, HSchKdo 18 | 1. Okt 1981 PzGrenBtl 562                            | Beiname: „Neuburger Jäger“                                       |
|  | Jägerbataillon 542 | na      | (?)                           | Oberhausen          | JgRgt 54, HSchKdo 18 | Okt. 1981 JgBtl 662                                  | Beiname: „Neuburger Jäger“                                       |

##### Jägerbataillone der Heimatschutzbrigaden (Heeresstruktur IV)
| | Bezeichnung            | a/ta/na | Aufstellung                      | Standort1                          | Unterstellung                                                 | Verbleib           | Bemerkung |
| --- | ---------------------- | ------- | -------------------------------- | ---------------------------------- | ------------------------------------------------------------- | ------------------ | --- |
| | Jägerbataillon 511     | a       | 1981                             | Flensburg-Weiche                   | HSchBrig 51, WBK I                                            | 1996               | vorm JgBtl 381 |
| | Jägerbataillon 512 MTW | a       | (?)                              | Oldenburg/Holstein Wagrien-Kaserne | HSchBrig 51, WBK I                                            | 30. September 1993 | vorm JgBtl 391 |
| | Jägerbataillon 611     | na      | (?)                              | Klein Wittensee                    | HSchBrig 61, WBK I                                            | 1993(?)            | Geräteeinheit |
| | Jägerbataillon 612     | na      | (?)                              | Flensburg/Idstedt                  | HSchBrig 61, WBK I                                            | 1993(?)            | Geräteeinheit |
| | Jägerbataillon 521     | a       | 1. Oktober 1980 aus PzGrenBtl 21 | Northeim                           | HSchBrig 52, WBK II                                           | 1. Oktober 1992    | einziger Verband des Territorialheeres, der jemals Wehrpflichtige zum Kommandolehrgang der französischen Armee nach Givet entsenden durfte (Februar/März 1990). |
| | Jägerbataillon 522     | a       | 1981                             | Fürstenau                          | HSchBrig 52, WBK II, ab Nov. 1992 JgRgt 52, WBK II / 1. PzDiv | 1996               | durch Umgliederung aus PzGrenBtl 332 |
| | Jägerbataillon 621     | na      | (?)                              | Damme                              | HSchBrig 62, WBK II                                           | 30. September 1993 | Geräteeinheit |
| | Jägerbataillon 622     | na      | (?)                              | Meppen                             | HSchBrig 62, WBK II                                           | 30. September 1993 | Geräteeinheit |
| | Jägerbataillon 531     | a       | (?)                              | Ahlen                              | HSchBrig 53, WBK III                                          | 1992               | vorm JgBtl 441, identisch mit JgBtl 531 der HST V |
| | Jägerbataillon 532     | a       | (?)                              | Euskirchen                         | HSchBrig 53, WBK III                                          | (?)                | identisch mit JgBtl 532 der HST V |
| | Jägerbataillon 631     | na      | 01.04.1982                       | Menden; Stadtteil Horlecke         | HSchBrig 63, WBK III                                          | 31.03.1993         | Geräteeinheit |
| | Jägerbataillon 632     | na      | (?)                              | Erwitte                            | HSchBrig 63, WBK III                                          | 1993(?)            | Geräteeinheit |
| | Jägerbataillon 541     | a       | 1. April 1982                    | Bexbach                            | HSchBrig 54, WBK IV                                           | 1996 aufgelöst     | vorm JgBtl 472, identisch mit JgBtl 541 der HST V JgAusbZ 54/1 Stetten akM                                                                                      |
| | Jägerbataillon 542     | a       | 1. Oktober 1981                  | Bexbach                            | HSchBrig 54, WBK IV                                           | 1996 aufgelöst     | vorm JgBrtl 472, identisch mit JgBtl 542 der HST V Beiname: Bexbacher Jäger                                                                                     |
| | Jägerbataillon 641     | na      | 1985                             | Baumholder?                        | HSchBrig 64, WBK IV                                           | 1993               | Geräteeinheit |
| | Jägerbataillon 642     | na ?    | (?)                              | Baumholder                         | HSchBrig 64, WBK IV                                           | (?)                | Geräteeinheit |
| | Jägerbataillon 551     | a?      | 1. April 1982                    | Münsingen                          | HSchBrig 55, WBK V                                            | 1989               | vorm JgBtl 512 (Heeresstruktur III) |
| | Jägerbataillon 552     | a       | 1. Oktober 1981                  | Böblingen                          | HSchBrig 55, WBK V                                            | 10 Pz.Div.         | vorm JgBtl 501 (Heeresstruktur III). Umgegliedert mit PzGrBtl292 zu JgBtl 292 D/F Brigade. Silberne Version                                                     |
| | Jägerbataillon 651     | na      | 1985                             | Renningen                          | HSchBrig 65, WBK V                                            | 1993               | Geräteeinheit |
| | Jägerbataillon 652     | na      | (?)                              | Schorndorf-Oberberken              | HSchBrig 65, WBK V                                            | (?)                | Geräteeinheit |
| Hinweis: Heimatschutzbrigade 56 (WBK VI) führte keine Jägerbataillone, daher „fehlen“ Btl der Ordnungszahlen 561 und 562 |                        |         |                                  |                                    |                                                               |                    | |
| | Jägerbataillon 661     | na      | 1981                             | München                            | HSchBrig 66, WBK VI                                           | 1992               | Geräteeinheit |
| | Jägerbataillon 662     | na      | 1981                             | Heidenheim an der Brenz            | HSchBrig 66, WBK VI                                           | 1992               | Geräteeinheit HSTV: JgRgt 11, 1.GD |

##### Jägerbataillone der Heimatschutzregimenter (Heeresstruktur IV)
|  | Bezeichnung        | a/ta/na | Aufstellung                 | Standort1                  | Unterstellung                                          | Verbleib                             | Bemerkung                                                                                      |  |
|  | ------------------ | ------- | --------------------------- | -------------------------- | ------------------------------------------------------ | ------------------------------------ | ---------------------------------------------------------------------------------------------- |  |
|  | Jägerbataillon 711 | na      | 01.04.1981                  | Neumünster-Stover Putlos   | HSchRgt 71, WBK I                                      | (?)                                  | identisch mit JgBtl 711 der HST V                                                              |  |
|  | Jägerbataillon 712 | na      | (?)                         | Todendorf/Seeth            | HSchRgt 71, WBK I                                      | (?)                                  |                                                                                                |  |
|  | Jägerbataillon 713 | na      | (?)                         | Todendorf/Seeth Albersdorf | HSchRgt 71, WBK I                                      | (?)                                  |                                                                                                |  |
|  | Jägerbataillon 811 | na      | (?)                         | Süderbrarup                | HSchRgt 81, WBK I                                      | (?)                                  |                                                                                                |  |
|  | Jägerbataillon 812 | na      | 01.04.1987 (aus Jg Btl 710) | Idstedt                    | HSchRgt 81, WBK I                                      | 01.10.1992 umbenannt in Hsch Btl 812 |                                                                                                |  |
|  | Jägerbataillon 813 | na      | (?)                         | Eutin                      | HSchRgt 81, WBK I                                      | (?)                                  |                                                                                                |  |
|  | Jägerbataillon 721 | na      | (?)                         | Emden                      | HSchRgt 72, WBK II                                     | (?)                                  |                                                                                                |  |
|  | Jägerbataillon 722 | na      | (?)                         | Bremen                     | HSchRgt 72, WBK II                                     | (?)                                  |                                                                                                |  |
|  | Jägerbataillon 723 | na      | (?)                         | Varel                      | HSchRgt 72, WBK II                                     | (?)                                  |                                                                                                |  |
|  | Jägerbataillon 821 | na      | (?)                         | Hasbergen                  | HSchRgt 82, WBK II                                     | (?)                                  |                                                                                                |  |
|  | Jägerbataillon 822 | na      | (?)                         | Fürstenau                  | HSchRgt 82, WBK II, später JgRgt 52, WBK II / 1. PzDiv | (?)                                  |                                                                                                |  |
|  | Jägerbataillon 823 | na      | (?)                         | Hasbergen                  | HSchRgt 82, WBK II                                     | (?)                                  |                                                                                                |  |
|  | Jägerbataillon 731 | na      | (?)                         | Greven                     | HSchRgt 73, WBK III                                    | (?)                                  |                                                                                                |  |
|  | Jägerbataillon 732 | na      | (?)                         | Greven                     | HSchRgt 73, WBK III                                    | (?)                                  |                                                                                                |  |
|  | Jägerbataillon 733 | na      | (?)                         | Handorf                    | HSchRgt 73, WBK III                                    | (?)                                  |                                                                                                |  |
|  | Jägerbataillon 831 | na      | (?)                         | Xanten-Birten              | HSchRgt 83, WBK III                                    | 1993                                 | Fusion mit SichBtl 471 WHNS, umgegliedert zu SichBtl 483 WHNS                                  |  |
|  | Jägerbataillon 832 | na      | (?)                         | Issum-Sevelen              | HSchRgt 83, WBK III                                    | (?)                                  |                                                                                                |  |
|  | Jägerbataillon 833 | na      | (?)                         | Issum-Sevelen              | HSchRgt 83, WBK III                                    | (?)                                  |                                                                                                |  |
|  | Jägerbataillon 931 | na      | (?)                         | Düren                      | HSchRgt 93, WBK III                                    | (?)                                  | ab 1992 (?) JgRgt 53, WBK III / 7. PzDiv                                                       |  |
|  | Jägerbataillon 932 | na      | Dez. 1982                   | Grefrath-Oedt              | HSchRgt 93, WBK III                                    | 1997 HSchBtl 932                     | ab 1992 JgRgt 53, WBK III / 7. PzDiv Januar 1997 ustg. VBK 82 Magdeburg                        |  |
|  | Jägerbataillon 933 | na      | (?)                         | Hennef-Birth               | HSchRgt 93, WBK III                                    | (?)                                  |                                                                                                |  |
|  | Jägerbataillon 741 | na      | (?)                         | Koblenz                    | HSchRgt 74, WBK IV                                     | (?)                                  |                                                                                                |  |
|  | Jägerbataillon 742 | na      | 1976?                       | Koblenz-Pfaffendorf        | HSchRgt 74, WBK IV                                     | (?)                                  | Geräteeinheit                                                                                  |  |
|  | Jägerbataillon 743 | na      | (?)                         | Schauren                   | HSchRgt 74, WBK IV                                     | (?)                                  |                                                                                                |  |
|  | Jägerbataillon 841 | na      | 1982                        | Trebur                     | HSchRgt 84, WBK IV                                     | (?)                                  | aufgestellt aus dem seit 1966 bestehenden GrenBtl 742 n. a. (TV), seit 1970 Jägerbataillon 742 |  |
|  | Jägerbataillon 842 | na      | 1983                        | Bensheim                   | HSchRgt 84, WBK IV                                     | (?)                                  | Beiname: Bensheimer Jäger                                                                      |  |
|  | Jägerbataillon 843 | na      | 1985                        | Hasselroth                 | HSchRgt 84, WBK IV                                     | 1993                                 | Teile wurden 1993 in SichBtl 4432 (WHNS) eingegliedert.                                        |  |
|  | Jägerbataillon 941 | na      | ??                          | Neustadt                   | HSchRgt 94, WBK IV                                     | (?)                                  |                                                                                                |  |
|  | Jägerbataillon 942 | na      | ??                          | Nünschweiler               | HSchRgt 94, WBK IV                                     | (?)                                  |                                                                                                |  |
|  | Jägerbataillon 943 | na      | (?)                         | Rohrbach (Pfalz)           | HSchRgt 94, WBK IV                                     | (?)                                  |                                                                                                |  |
|  | Jägerbataillon 751 | na      | 1984                        | Waldenburg                 | HSchRgt 75, WBK V                                      | 1992(?)                              | später HSchBtl 551 na VBK 51                                                                   |  |
|  | Jägerbataillon 752 | na      | 1970                        | Oftersheim                 | HSchRgt 75, WBK V                                      | 2006(?)                              | vorm GrenBtl 752 na ust VBK 52 nachm HSchBtl                                                   |  |
|  | Jägerbataillon 753 | na      | 1. Oktober 1983             | Ludwigsburg-Oßweil         | HSchRgt 75, WBK V                                      | 2006(?)                              | nachm HSchBtl ust VBK 75 Chemnitz                                                              |  |
|  | Jägerbataillon 851 | na      | (?)                         | Burladingen                | HSchRgt 85, WBK V                                      | (?)                                  |                                                                                                |  |
|  | Jägerbataillon 852 | na      | (?)                         | Hechingen Pfullendorf      | HSchRgt 85, WBK V                                      | (?)                                  | nachm JgRgt 10, 10. PzDiv                                                                      |  |
|  | Jägerbataillon 853 | na      | 1988                        | Kirchzarten                | HSchRgt 85, WBK V                                      | (?)                                  | HSchBtl 853 bei VBK 85                                                                         |  |
|  | Jägerbataillon 761 | na      | 1983                        | Veitshöchheim              | HSchRgt 76, WBK VI                                     | (?)                                  | Beiname: „Fränkische Jäger“                                                                    |  |
|  | Jägerbataillon 762 | na      | 1971                        | Aschaffenburg              | HSchRgt 76, WBK VI                                     | (?)                                  | ursprünglich aufgestellt 1964 als PzGrenBtl 762; Beiname: „Steigerwald Jäger“                  |  |
|  | Jägerbataillon 763 | na      | 1982                        | Marktbergel                | HSchRgt 76, WBK VI                                     | (?)                                  | Beiname: „Ansbacher Jäger“                                                                     |  |
|  | Jägerbataillon 861 | na      | (?)                         | Neuburg                    | HSchRgt 86, WBK VI                                     | (?)                                  |                                                                                                |  |
|  | Jägerbataillon 862 | na      | (?)                         | Hemau                      | HSchRgt 86, WBK VI                                     | (?)                                  |                                                                                                |  |
|  | Jägerbataillon 863 | na      | (?)                         | Eggenfelden                | HSchRgt 86, WBK VI                                     | (?)                                  |                                                                                                |  |
|  | Jägerbataillon 961 | na      | 1982                        | Nersingen-Straß            | HSchRgt 96, WBK VI                                     | Aufgelöst 1992                       |                                                                                                |  |
|  | Jägerbataillon 962 | na      | 1982                        | Augsburg                   | HSchRgt 96, WBK VI                                     | Aufgelöst 1992                       |                                                                                                |  |
|  | Jägerbataillon 963 | na      | 1982                        | Dillingen an der Donau     | HSchRgt 96, WBK VI                                     | 1992 Umgegliedert in HSchBtl 963     |                                                                                                |  |

##### Jägerbataillone der fusionierten Verbände derHeeresstruktur V
|  | Bezeichnung            | a/ta/na | Aufstellung                   | Standort1          | Unterstellung                     | Verbleib                                                 | Bemerkung |
|  | ---------------------- | ------- | ----------------------------- | ------------------ | --------------------------------- | -------------------------------------------------------- | --- |
|  | Jägerbataillon 511     | a       |                               | Flensburg-Weiche   | JgRgt 71, WBK I / 6. PzGrenDiv    | 31. März 1997 aufgelöst                                  | identisch mit den gleichnamigen Bataillon der Heeresstruktur IV |
|  | Jägerbataillon 612     | na      |                               | Flensburg          | JgRgt 71, WBK I / 6. PzGrenDiv    | (?)                                                      | identisch mit den gleichnamigen Bataillon der Heeresstruktur IV |
|  | Jägerbataillon 713     | na      |                               | Albersdorf         | JgRgt 71, WBK I / 6. PzGrenDiv    | (?)                                                      | identisch mit den gleichnamigen Bataillon der Heeresstruktur IV |
|  | Jägerbataillon 67      | na      |                               | Breitenburg-Nordoe | JgRgt 71, WBK I / 6. PzGrenDiv    | (?)                                                      | identisch mit den gleichnamigen Bataillon der Heeresstruktur IV |
|  | Jägerbataillon 522     | a?      |                               | Fürstenau          | JgRgt 52, WBK II / 1. PzDiv       | (?)                                                      | identisch mit den gleichnamigen Bataillon der Heeresstruktur IV aus JgRgt 52                                                                                       |
|  | Jägerbataillon 523     | na      | 1. Oktober 1991               | Lingen (Ems)       | JgRgt 52, WBK II / 1. PzDiv       | (?)                                                      | JgBtl 523 entstand dem PzBtl 523 TerrH |
|  | Jägerbataillon 822     | na      |                               | Fürstenau          | JgRgt 52, WBK II / 1. PzDiv       | (?)                                                      | identisch mit den gleichnamigen Bataillon der Heeresstruktur IV aus JgRgt 52                                                                                       |
|  | Jägerbataillon 36      | na      |                               | Zeven              | JgRgt 52, WBK II / 1. PzDiv       | (?)                                                      | |
|  | Jägerbataillon 531     | ta      |                               | Borken Ahlen(?)    | JgRgt 53, WBK III / 7. PzDiv      | Aufgelöst 1990                                           | JgAusbZ 53/1, identisch mit dem Bataillon der Heeresstruktur IV JgRgt 52                                                                                           |
|  | Jägerbataillon 532     | a?      |                               | Euskirchen         | JgRgt 53, WBK III / 7. PzDiv      | (?)                                                      | identisch mit dem Bataillon der Heeresstruktur IV JgRgt 52 |
|  | Jägerbataillon 533     | a?      |                               | Düren              | JgRgt 53, WBK III / 7. PzDiv      | (?)                                                      | |
|  | Jägerbataillon 534     | a?      |                               | Emmerich           | JgRgt 53, WBK III / 7. PzDiv      | JgAusbZ 53/4                                             | |
|  | Jägerbataillon 931     | na      |                               | ?                  | JgRgt 53, WBK III / 7. PzDiv      | (?)                                                      | identisch mit dem Bataillon der Heeresstruktur IV JgRgt 52 |
|  | Jägerbataillon 932     | na      | Dez. 1982                     | Grefrath-Oedt      | JgRgt 53, WBK III / 7. PzDiv      | 1997 HSchBtl 932                                         | Januar 1997 ustg. VBK 82 Magdeburg, identisch mit dem Bataillon der Heeresstruktur IV JgRgt 52                                                                     |
|  | Jägerbataillon 541     | na      |                               | Bexbach            | JgRgt 54, WBK IV / 5. PzDiv       | (?)                                                      | identisch mit dem gleichnamigen Bataillon der Heeresstruktur IV |
|  | Jägerbataillon 542     | a?      |                               | Bexbach            | JgRgt 54, WBK IV / 5. PzDiv       | 1996 aufgelöst                                           | identisch mit dem gleichnamigen Bataillon der Heeresstruktur IV |
|  | Jägerbataillon 543     | a?      | (?)                           | Hermeskeil         | JgRgt 54, WBK IV / 5. PzDiv       | (?)                                                      | Btl vtml vorm M48 PzBtl der HSchBrig 54 |
|  | Jägerbataillon 642     | na      |                               | Grefrath-Oedt      | JgRgt 54, WBK IV / 5. PzDiv       | (?)                                                      | |
|  | Jägerbataillon 101     | a       | 1991 FArtBtl 101              | Pfullendorf        | JgRgt 10, WBK V / 10. PzDiv       | 30. September 1997 aufgelöst                             | Im V-Fall: 10. PzDiv. Nicht identisch mit vormaligen JgBtl 101! |
|  | Jägerbataillon 102     | ta      | 1. Oktober 1991               | Pfullendorf        | JgRgt 10, WBK V / 10. PzDiv       | 30. September 1997 aufgelöst                             | Im V-Fall: 10. PzDiv. Teilaktiv, Mob Ausbildungsbataillon, nicht identisch mit vormaligen JgBtl 102!                                                               |
|  | Jägerbataillon 108     | na      | ?                             | Pfullendorf        | JgRgt 10, WBK V / 10. PzDiv       | Sep. 1997 aufgelöst                                      | identisch mit dem Bataillon der Heeresstruktur IV JgRgt 10 |
|  | Jägerbataillon 852     | na      | 1983                          | Pfullendorf        | JgRgt 10, WBK V / 10. PzDiv       | 1996 zu HSchBtl 852                                      | Im V-Fall: WBK V vormals JgBtl 852 des HschRgt 85, nachmals HSchBtl 852, Dresden, identisch mit dem Bataillon der Heeresstruktur IV aus JgRgt 10                   |
|  | Jägerbataillon 4       | ta      | 1992 (?) aus PzAufklBtl 4     | Roding             | JgRgt 11, WBK VI / 1. GebDiv      | aufgelöst 1996                                           | |
|  | Jägerbataillon 113     | a       | 1991 aus PzGrenBtl 113        | Cham               | JgRgt 11, WBK VI / 1. GebDiv      | aufgelöst 1997                                           | |
|  | Jägerbataillon 127     | na      | von 12. PzDiv                 | Hammelburg         | JgRgt 11, WBK VI / 1. GebDiv      | umgegliedert in HSchBtl 127, aufgelöst 31. Dezember 2006 | JgBtl 127 des JgRgt 11 ist identisch mit dem Bataillon der Heeresstruktur IV                                                                                       |
|  | Jägerlehrbataillon 353 | a       | Okt. 1991 (PzGrenLehrBtl 353) | Hammelburg         | JgRgt 11, WBK VI / 1. GebDiv      | ust JgBrig 37, 2006 aufgelöst, Teile an JgRgt 1          | als Lehrtruppenteil unterstellt Infanterieschule |
|  | Jägerbataillon 571     | a       | 1991                          | Schneeberg         | JgRgt 57, WBK VII / 13. PzGrenDiv | 1996 umgegliedert in GebJgBtl 571                        | nach Umgliederung Wechsel zu PzGrenBrig 37?. Vgl. dazu Liste der Truppenteile der Gebirgsjägertruppe des Heeres der Bundeswehr                                     |
|  | Jägerbataillon 572     | na      | 1991                          | Schneeberg         | JgRgt 57, WBK VII / 13. PzGrenDiv | 1996                                                     | teilgekadert |
|  | Jägerbataillon 573     | na      | 1991                          | Schneeberg         | JgRgt 57, WBK VII / 13. PzGrenDiv | 1996(?)                                                  | gekadert |
|  | Jägerbataillon 574     | na?     | 1991                          | Schneeberg         | JgRgt 57, WBK VII / 13. PzGrenDiv | 1996(?)                                                  | gekadert |
|  | Jägerbataillon 581     | a       | 1991                          | Berlin             | PzBrig 42/VBK 84                  | 1997 umbenannt in JgBtl 1 Berlin                         | ursprünglich vmtl. Unterstellung unter nicht aufgestelltes JgRgt 58, WBK VIII / 14. PzGrenDiv geplant Beiname: „BERLIN“                                            |
|  | Jägerbataillon 582 (?) | na?     | (?)                           | (?)                |                                   | (?)                                                      | Bataillon eventuell nur geplant, aber nicht aufgestellt Ursprünglich vermutlich Unterstellung unter nicht aufgestelltes JgRgt 58, WBK VIII / 14. PzGrenDiv geplant |
|  | Jägerbataillon 583 (?) | na?     | (?)                           | (?)                | (?)                               | (?)                                                      | Bataillon eventuell nur geplant, aber nicht aufgestellt Ursprünglich vermutlich Unterstellung unter nicht aufgestelltes JgRgt 58, WBK VIII / 14. PzGrenDiv geplant |
|  | Jägerbataillon 584 (?) | na?     | (?)                           | (?)                | (?)                               | (?)                                                      | Bataillon eventuell nur geplant, aber nicht aufgestellt Ursprünglich vermutlich Unterstellung unter nicht aufgestelltes JgRgt 58, WBK VIII / 14. PzGrenDiv geplant |

##### Jägerbataillone beim BMVg
|  | Bezeichnung        | a/ta/na | Aufstellung    | Standort1       | Unterstellung                                     | Verbleib            | Bemerkung |
|  | ------------------ | ------- | -------------- | --------------- | ------------------------------------------------- | ------------------- | --------- |
|  | Jägerbataillon 900 | na      | ??             | ??              | 1973 aktives Rahmenpersonal durch FeSpähAusbZ 900 | SichVersRgt BMVg?   |           |
|  | Jägerbataillon 901 | na      | Bonn/Daun      | ?               | SichVersRgt BMVg                                  | Verlegung/Auflösung |           |
|  | Jägerbataillon 902 | na      | Bonn/Rheinbach | Tomburg-Kaserne | SichVersRgt BMVg                                  | 1998 Auflösung      | [ 7 ]     |

##### JägerbatailloneNeues Heer
|  | Bezeichnung      | a/ta/na | Aufstellung      | Standort1 | Unterstellung | Verbleib       | Bemerkung       |
|  | ---------------- | ------- | ---------------- | --------- | ------------- | -------------- | --------------- |
|  | Jägerbataillon 1 | a       | 1997 (JgBtl 581) | Berlin    | StOKdo Berlin | 2001 aufgelöst | Beiname: BERLIN |

(ta)
(na)=nicht aktiv
ust=unterstellt
1bei nichtaktiven oder teilaktiven Bataillonen entweder Depotstandort, Standort des Kaders oder Mobilmachungspunkt

#### Heimatschutzbataillone im Territorialheer

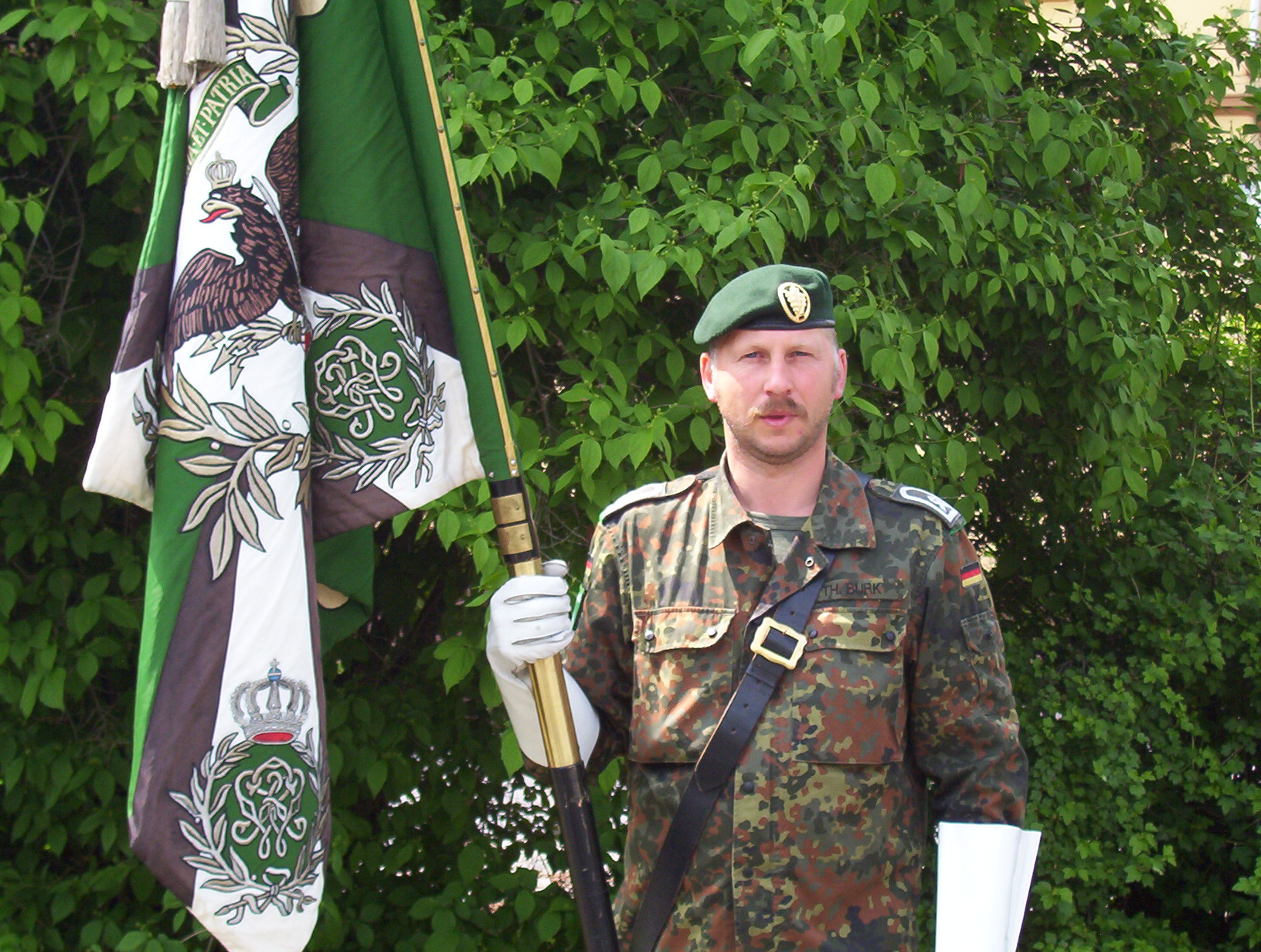
Ein Hauptfeldwebel der Jägertruppe, als Fahnenträger des Heimatschutzbataillon 56.

Heimatschutzbataillone waren nichtaktive Infanterietruppenteile und verfügten im Gegensatz zu den Jägerbataillonen über keine schweren Waffen. Die Bataillone waren Teil der Jägertruppe und bestanden fast ausschließlich aus Reservisten und waren den Verteidigungsbezirkskommandos in allen Wehrbereichen unterstellt. Die ersten Heimatschutzbataillone wurden um 1992/93 aufgestellt und gingen großteils aus den Jägerbataillonen hervor, die bis zu diesem Zeitpunkt den aufgelösten Heimatschutzregimentern und den Heimatschutzbrigaden unterstanden. Teilweise führten sie den Beinamen, Verbandsabzeichen und die Tradition der aufgelösten Heimatschutzregimenter fort. Gleichzeitig behielten die Heimatschutzbataillone oft ihre alte Nummer (d. h. die Nummer des Jägerbataillons, aus dem sie hervorgingen) und führten deren Beinamen weiter. Da die Heimatschutzbataillone teilweise bei Gründung oder später anderen Verteidigungsbezirkskommandos unterstellt wurden, lässt ihre Nummer teilweise zwar ihre Herkunft erkennen, aber nicht immer ihre nachmalige Unterstellung. Eine systematische Nummerierung, wie sie die Heimatschutzregimenter, die Heimatschutzbrigade und ihre unterstellten Jägerbataillone noch aufwiesen, war daher nicht mehr vorhanden. Es gab bis zu 47 Heimatschutzbataillone, die später mit den Wehrbereichskommandos zur Streitkräftebasis wechselten. Zur Aufstellung der ostdeutschen Wehrbereichskommandos wurden in den allermeisten Fällen Heimatschutzbataillone oder ihre Vorgängerverbände, meist ohne Anpassung der Bezeichnung, von west- nach ostdeutschen Garnisonen verlegt.
2003 waren für den Schutz der in den Objektschutzkarteien der territorialen Kommandobehörden erfassten Objekte der zivilen Infrastruktur noch zirka 25000 V-Dienstposten in den nichtaktiven Heimatschutzbataillonen ausgeplant. 
Die letzten Heimatschutzbataillone wurden spätestens 2007 außer Dienst gestellt. Damit endete die Ära der nichtaktiven Jägerverbände in der Bundeswehr. Nachdem auch mittlerweile alle Sicherungs- und Ersatzverbände aufgelöst wurden, gibt es heute nur noch wenige nicht aktive Verbände (Ergänzungstruppenteil) im Heer, darunter nur noch zwei Kampfbataillone (zwei Panzergrenadierbataillone). Als Nachfolger der Heimatschutzbataillone können die ab 2012 aufgestellten Regionalen Sicherungs- und Unterstützungskräfte (RSUKr), welche ab 2019 in Heimatschutzkompanien umgewandelt wurden, angesehen werden.
Aufgestellte Heimatschutzbataillone
|  | Bezeichnung | Aufstellung (aus)                         | Standort1                                  | Verbleib                       | Bemerkung                                                                  |
|  | ----------- | ----------------------------------------- | ------------------------------------------ | ------------------------------ | -------------------------------------------------------------------------- |
|  | HSchBtl 18  | 01.10.1992 (SichBtl 18, Giesen-Ahrbergen) | Braunschweig                               | 2006 aufgelöst                 |                                                                            |
|  | HSchBtl 22  | 1992                                      | Braunschweig                               | Außerdienststellung 30.06.2006 |                                                                            |
|  | HSchBtl 27  | JgBtl 27, Fuldatal-Rothwesten             | Gießen, Fuldatal-Rothwesten                | Mai 2006 aufgelöst             | VBK 47                                                                     |
|  | HSchBtl 38  | (?)                                       | Lüneburg, Schlieffen-Kaserne               | (?) aufgelöst                  |                                                                            |
|  | HSchBtl 41  | 1997                                      | Halle (Saale)                              | 21. September 2006 aufgelöst   | VBK 81                                                                     |
|  | HSchBtl 42  | (?)                                       | Trier                                      | (?) aufgelöst                  |                                                                            |
|  | HSchBtl 43  | 1993                                      | Erfurt                                     | 2006 aufgelöst                 | seit 1. April 1998 VBK 71                                                  |
|  | HSchBtl 45  | 1992                                      | Worms ab 1995: Schwerin                    | Juli 2006 aufgelöst            | ab 1996 (?): VBK 86                                                        |
|  | HSchBtl 46  | 1992                                      | Merzig                                     | 2006 aufgelöst                 |                                                                            |
|  | HSchBtl 56  | Jul 1992 (JgBtl 56)                       | ab Okt. 1992 Gießen                        | Mai 2006 aufgelöst             | ab Okt. 1992 VBK 47                                                        |
|  | HSchBtl 72  | 1992                                      | Oberhof                                    | 2006 aufgelöst                 |                                                                            |
|  | HSchBtl 78  | (?)                                       | Borken                                     | 2006 aufgelöst                 |                                                                            |
|  | HSchBtl 81  |                                           | Schleswig                                  | aufgelöst                      |                                                                            |
|  | HSchBtl 108 | (?)                                       | Dresden                                    | 22. Oktober 2006 aufgelöst     | VBK 76                                                                     |
|  | HSchBtl 127 | 1999 (JgBtl 127)                          | Hammelburg                                 | 31. Dezember 2006 aufgelöst    | VBK 67                                                                     |
|  | HSchBtl 311 | (?)                                       | Köln                                       | 28. Juli 2006 aufgelöst        |                                                                            |
|  | HSchBtl 481 | (?) (SichBtl 481)                         | Frankfurt (Oder)                           | 2006 aufgelöst                 | seit 1. Januar 1997 VBK 84                                                 |
|  | HSchBtl 482 |                                           | Mainz                                      | Jul 2006 aufgelöst             | ausgestellt in Zweibrücken                                                 |
|  | HSchBtl 483 | 1999 (SichBtl 483)                        | Neubrandenburg                             | am 29. April 2006 aufgelöst    |                                                                            |
|  | HSchBtl 511 | 1999 (SichBtl 4511)                       | Stuttgart                                  | 2006 aufgelöst                 |                                                                            |
|  | HSchBtl 551 | 1993 (JgBtl 551)                          | Renningen                                  | 2006 aufgelöst                 | 1972 als JgBtl 512 aufgestellt, 1982 in JgBtl 551 umbenannt                |
|  | HSchBtl 611 | (?)                                       | Kellinghusen                               | 2006 aufgelöst                 |                                                                            |
|  | HSchBtl 631 | (?)                                       | Arnsberg                                   | 2006 aufgelöst                 |                                                                            |
|  | HSchBtl 642 | (?)                                       | Baumholder                                 | (?) aufgelöst                  |                                                                            |
|  | HSchBtl 662 | (?)                                       | Bayreuth                                   | 31. Dezember 2006 aufgelöst    | VBK 67                                                                     |
|  | HSchBtl 722 | März 1993 (JgBtl 772)                     | Bremen                                     | (?) aufgelöst                  | VBK Bremen Beiname: Bremen                                                 |
|  | HSchBtl 731 | (?)                                       | Münster                                    | 2006 aufgelöst                 | Beiname: Münsterland                                                       |
|  | HSchBtl 732 | 1993 (JgBtl 732)                          | Hamm                                       | aufgelöst                      |                                                                            |
|  | HSchBtl 751 | Oktober 1999 (SichBtl 4321)               | Chemnitz                                   | (?) aufgelöst                  | VBK 75                                                                     |
|  | HSchBtl 752 | 1993 (JgBtl 752)                          | Muggensturm                                | 2006 aufgelöst                 | VBK 52                                                                     |
|  | HSchBtl 761 | 01.11.1992                                | zunächst Veitshöchheim, dann Berchtesgaden | 31.03.2007 aufgelöst           |                                                                            |
|  | HSchBtl 763 | (?)                                       | Marktbergel                                | 2006 aufgelöst                 | Beiname: „Ansbacher Jäger“                                                 |
|  | HSchBtl 812 | 01.10.1992 (JgBtl 812)                    | Idstedt                                    | 2006 aufgelöst                 |                                                                            |
|  | HSchBtl 813 | 1992                                      | Hamburg                                    | 2006                           |                                                                            |
|  | HSchBtl 821 | (?)                                       | Oldenburg                                  | 2006 aufgelöst                 | Beiname: „Weser-Ems“                                                       |
|  | HSchBtl 822 | (?)                                       | Oldenburg                                  | 2006                           |                                                                            |
|  | HSchBtl 832 | 1. Okt. 1992 (JgBtl 832)                  | Issum-Sevelen ab Sep. 1997: Magdeburg      | 2006 aufgelöst                 | bis 12. Sep. 1997: VBK 32, danach VBK 82 Beiname (zunächst??): Niederrhein |
|  | HSchBtl 841 | (?)                                       | Potsdam                                    | Okt. 2006 aufgelöst            | VBK 84                                                                     |
|  | HSchBtl 842 | Dez. 1997 (SichBtl 4422)                  | Potsdam                                    | Okt. 2006 aufgelöst            | VBK 84 Beiname seit Okt. 2004: „Potsdamer Jäger“                           |
|  | HSchBtl 851 | Okt. 1992 (JgBtl 851)                     | Muggensturm                                | 31. März 2007 aufgelöst        | Bis Dez 1997 VBK 54 Seit Dez 1997 VBK 52                                   |
|  | HSchBtl 852 | (JgBtl 852)                               | Dresden                                    | 2006                           | 1983 Aufstellung in Tübingen, dann JgRgt 10, 1996 VBK 75                   |
|  | HSchBtl 853 | JgBtl 853                                 | Frankfurt (Oder)                           | 2006 aufgelöst                 | bis 31. März 1998 in Kirchzarten Beiname: „Badische Jäger“                 |
|  | HSchBtl 861 | (?)                                       | München                                    | 2003 aufgelöst                 | VBK 65 Beiname: „Oberbayern“                                               |
|  | HSchBtl 862 | (?) (JgBtl 862)                           | Regensburg                                 | 27. Okt. 2006 aufgelöst        | VBK 66 Beiname: „Oberpfalz“                                                |
|  | HSchBtl 863 | (?) (JgBtl 863)                           | Landshut                                   | 27. Okt. 2006 aufgelöst        | VBK 66 Beiname: „Niederbayern“                                             |
|  | HSchBtl 901 | 01.07.1993                                | Neubrandenburg                             | 31.03.2007                     |                                                                            |
|  | HSchBtl 932 | Jan. 1997 (JgBtl 932)                     | Magdeburg                                  | 2006 aufgelöst                 | VBK 82 Beiname: „Magdeburger Jäger“                                        |
|  | HSchBtl 933 | (?)                                       | Köln                                       | 28. Juli 2006 aufgelöst        | Beiname: „Kurköln“                                                         |
|  | HSchBtl 963 | 1992 (JgBtl 963)                          | Dillingen an der Donau                     | 31. März 2006 aufgelöst        | Beiname: „Schwaben“                                                        |

1 Standort bei nicht aktiven Bataillonen entweder Mobilmachungspunkt oder Standort des MobKaders

## Ausbildungseinrichtungen

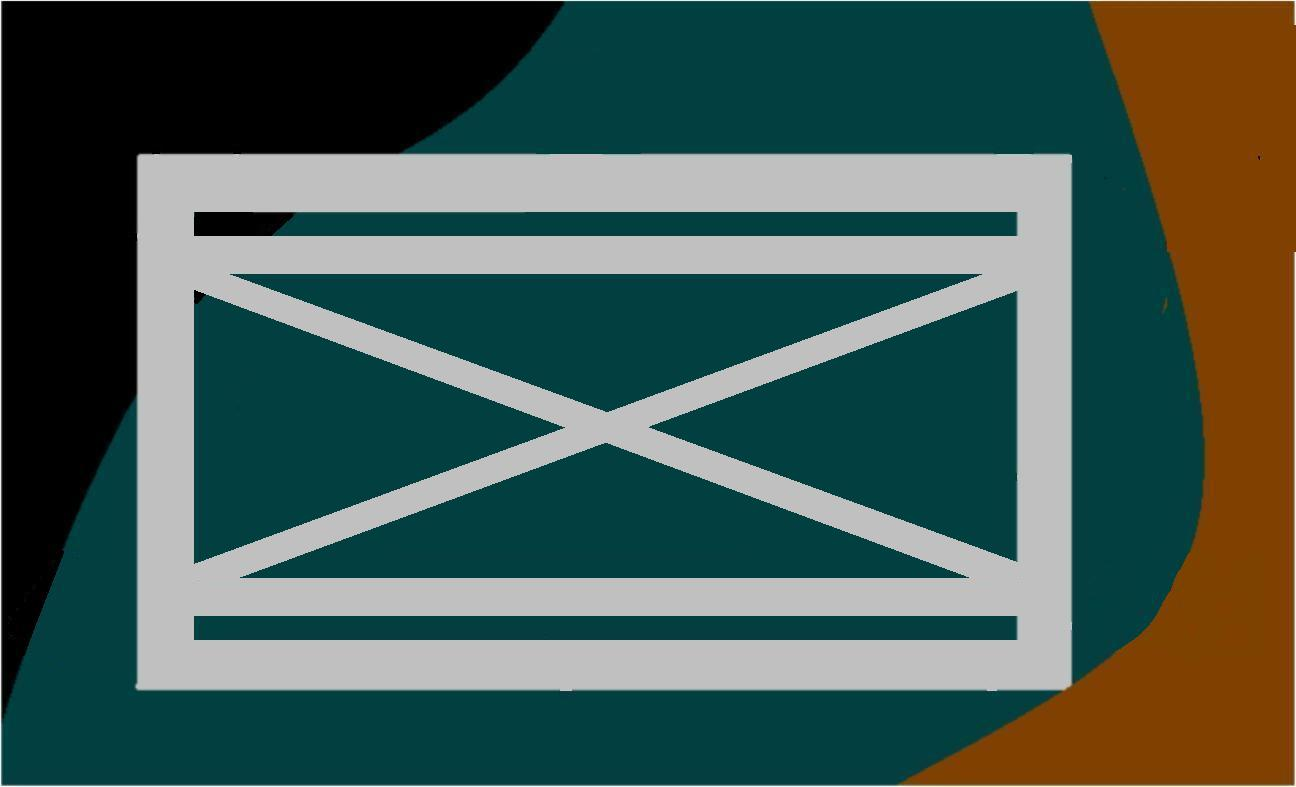
Taktisches Zeichen Kampftruppenschule I

Die Ausbildung erfolgt mit Lehrgängen und Übungen an der
- Infanterieschule / Kampftruppenschule I sowie insbesondere für Mannschaften und Unteroffiziere an
- Jägerausbildungszentren

## Andere infanteristische Kräfte

### Gebirgs- und Fallschirmjäger

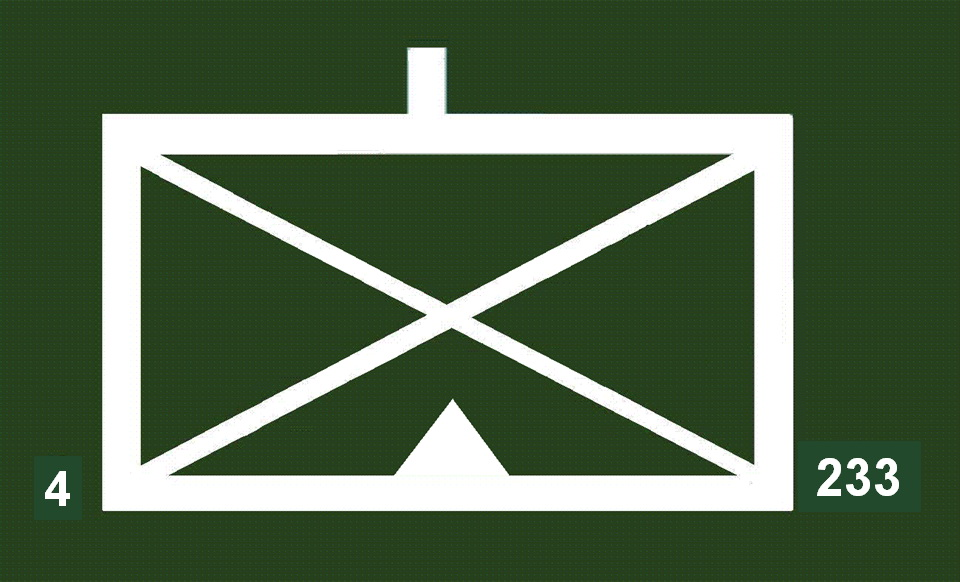
Taktisches Zeichen der 4. Kompanie des Gebirgsjägerbataillon 233

Zur Infanterie gehören neben den Jägern die Gebirgsjäger und die Fallschirmjäger. Beide sind Jägertruppen mit zusätzlichen Befähigungen, einem erweiterten Aufgabenbereich und zusätzlicher Ausrüstung. So waren die Gebirgsjägerbataillone 86 und 87 die Divisionsjägerbataillone der 1. Gebirgsdivision. Das Gebirgssicherungsbataillon 88 war das Sicherungsbataillon der Gebirgsdivision, das analog zu den Divisions-Sicherungsbataillonen der anderen Felddivisionen aufgestellt wurde und den Zusatz Gebirgs- wegen seiner Unterstellung unter die Gebirgsdivision trug.

### Panzergrenadiere
Die Aufstellung der eigenen Truppengattung Panzergrenadiere erfolgte am Anfang der Bundeswehr durch den Mangel an Großgerät als motorisierte Grenadierbataillone. In der Heeresstruktur II wurden diese dann mit Zulauf des SPz HS 30 in Panzergrenadierbataillone umbenannt. Konzipiert sind sie als die die Kampfpanzer begleitende mechanisierte Infanterie und unterschieden sich damit vom Auftrag und Einsatzgebiet der Jägertruppe. Dennoch wiesen die in den Anfangsjahren aufgestellten Grenadierverbände Parallelen zur Jägertruppe auf. Nicht nur ihre anfängliche Zuordnung zur Infanterie und die damit einhergehende Ausbildung an der Infanterieschule, sondern vor allem durch das Fehlen von Schützenpanzern, bedingten eine Ausrüstung mit LKW, später auch teilweise mit dem MTW, die der Ausstattung der späteren motorisierten Divisions-Jägerbataillone in etwa glich. Durch den langsamen Zulauf an SPz und eine auf Verteidigung auch im Gefechtsverband ausgerichteten Taktik waren lange Zeit in (fast) allen Panzergrenadierbataillone die 4. Panzergrenadierkompanie MTW gegliedert, Infanterie stark zur Verteidigung des Schlüsselgeländes des Bataillonsgefechtsstreifens.